# Thomas Stafford
Pour les articles homonymes, voir Stafford.
Thomas Patten Stafford, dit Tom Stafford, né le 17 septembre 1930 à Weatherford (Oklahoma) et mort le 18 mars 2024 à Satellite Beach (Floride), est un officier de l'United States Navy, pilote d'essai et astronaute américain.
Après avoir obtenu son diplôme de l'Académie navale d'Annapolis, Stafford entame une carrière de pilote de chasseur à réaction dans l'aéronavale puis devient pilote d'essai. Il fait partie du deuxième groupe d'astronautes sélectionné en 1962 par l'agence spatiale américaine, la National Aeronautics and Space Administration (NASA). Il est ainsi membre de l'équipage des missions Gemini 6A et Gemini 9 du programme Gemini. Dans le cadre du programme Apollo , il est le commandant d'Apollo 10 ultime répétition avant la mission Apollo 11 qui amène pour la première fois des hommes à la surface de la Lune.  
En 1975, Stafford est commandant de la mission Apollo-Soyouz, la première mission spatiale conjointe entre l'Union soviétique et les États-Unis. Brigadier général au moment de la mission, il devient ainsi le premier Général à voler dans l'espace. Officier remarquable, il est le premier membre de sa promotion de l'Académie navale à obtenir les première, deuxième et troisième étoiles d'officier général.
Il participe finalement à six rendez-vous spatiaux et cumule 507 heures dans l'espace. Au cours de sa carrière, il pilote plus de 120 types d'aérodynes et trois types d'engins spatiaux.

## Biographie

### Enfance et études

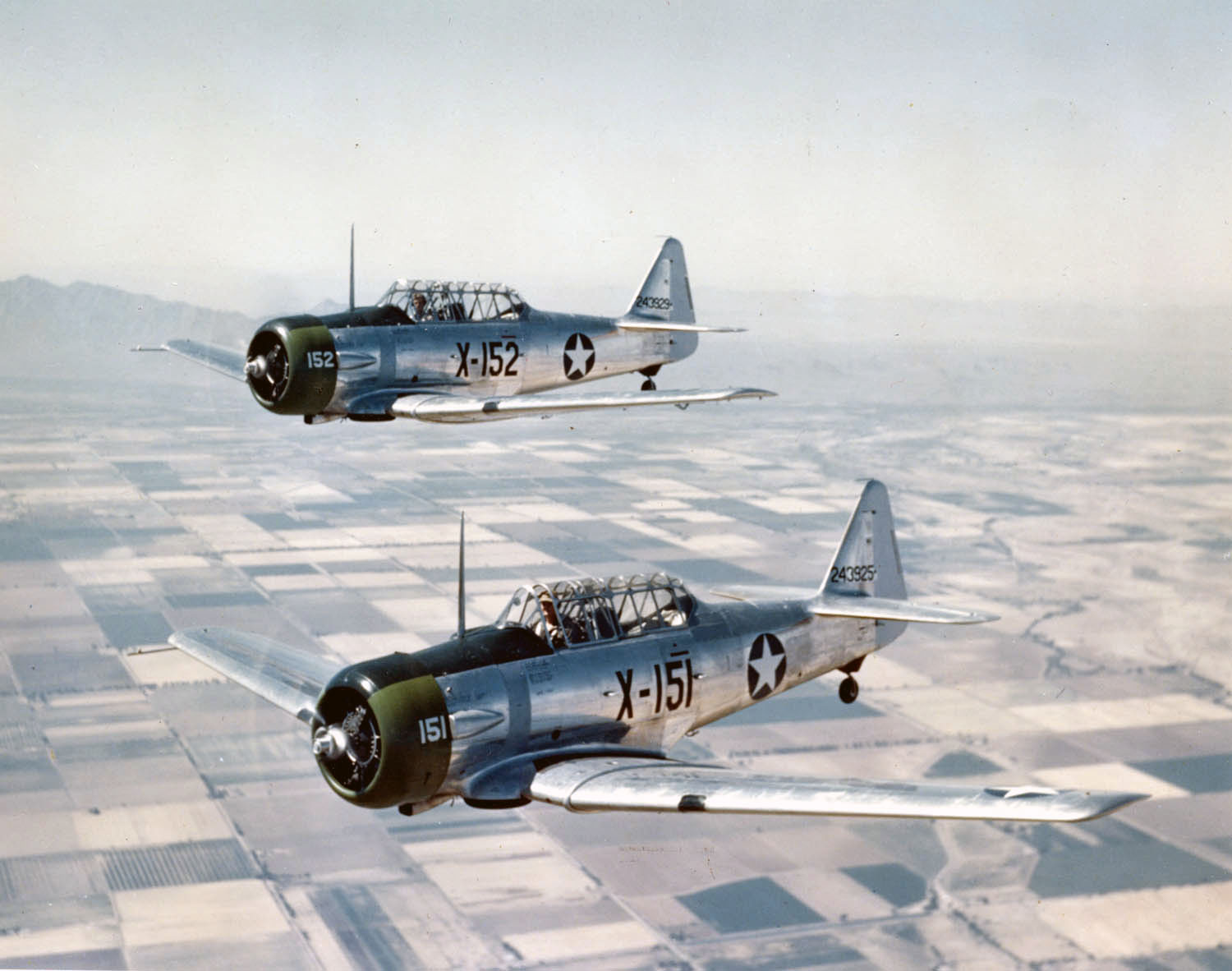
Deux North American T-6 Texan volant en 1943.

Thomas Patten « Tom » Stafford naît le 17 septembre 1930 à Weatherford dans l'Oklahoma. Il est le fils de Thomas Sabert Stafford, dentiste, et de Mary Ellen Stafford (née Patten), enseignante. Son père est diagnostiqué d'un cancer de la peau en 1944 et meurt le 22 juin 1948. Sa mère est restée à Weatherford jusqu'à sa propre mort en août 1987.
Tom Stafford s'intéresse à l'aviation après le début de la Seconde Guerre mondiale car El Reno, une ville proche, dispose d'une base d'entraînement de l'armée de l'air. Il commence à fabriquer des modèles réduits d'aéronefs et effectue son premier vol à l'âge de quatorze ans dans un Piper Cub. Il fréquente la Weatherford High School et y obtient son diplôme en 1948.
En dernière année de lycée, Stafford est recruté pour jouer au football américain à l'université de l'Oklahoma, où il reçoit une bourse d'études du Corps de formation des officiers de la réserve navale (NROTC). Stafford présente sa candidature à l'Académie navale d'Annapolis et est accepté dans la promotion de 1952. Stafford a l'intention de jouer au football pour l'équipe des Midshipmen de la Navy, mais il se blesse au genou lors d'une séance d'entraînement avant le début de la saison. Après sa première année, il navigue à bord du cuirassé USS Missouri où son compagnon de chambre est son futur pilote du module de commande et de service Apollo pour la mission Apollo 10, John Young. Après sa deuxième année, Stafford passe un été à la base aéronavale de Pensacola où il apprend l'aéronautique navale et pilote le North American T-6 Texan. Lors d'un voyage de retour à Weatherford, Stafford commence à fréquenter sa future femme, Faye Shoemaker. Après sa troisième année, il sert à bord de l'USS Burdo, un destroyer escortant l'USS Missouri. En décembre 1951, au cours d'un permission au cours de sa quatrième année, Stafford se fiance à Faye. Au printemps 1952, il est sélectionné via une loterie pour rejoindre l'United States Air Force (USAF) après l'obtention de son diplôme. Il reçoit ce dernier, en sciences, avec mention en 1952. Il est par la suite nommé sous-lieutenant de l'United States Air Force,.

### Carrière militaire
Avant d'obtenir son diplôme d'études secondaires, Stafford sert dans la 45e division d'infanterie de la garde nationale de l'Oklahoma. Peu de temps après, il est muté au  158th Field Artillery Regiment (en) où il trace des cibles pour les tirs d'artillerie.

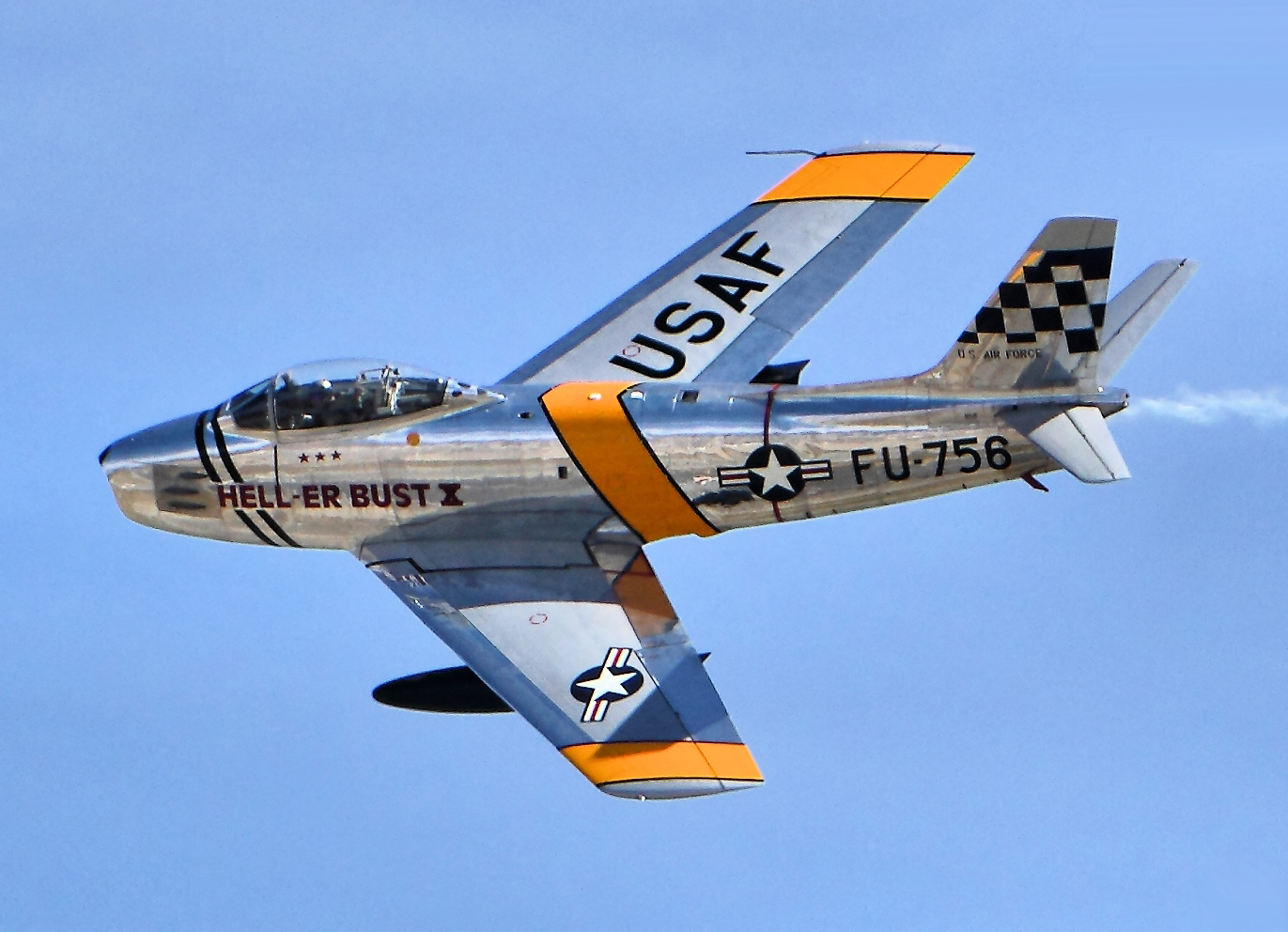
Un North American F-86 Sabre.

Stafford assiste à la première phase de formation des pilotes à la base aérienne de Greenville (futur aéroport régional Mid Delta) dans le Mississippi, puis à la base aérienne de San Marcos (futur aéroport régional de San Marcos) et à la base aérienne James Connally de Waco au Texas où il pilote de nouveau le North American T-6 Texan mais également le Lockheed T-33 Silver Star. En mission d'entraînement à la base aérienne de San Marcos, il est impliqué dans une collision en vol avec un autre élève pilote. Stafford et son instructeur réussissent à atterrir, mais l'autre élève-pilote y trouve la mort.
Il obtient son diplôme de formation de pilote le 1er septembre 1953 et poursuit à la base aérienne Tyndall pour une formation sur le North American F-86 Sabre. En 1954, Stafford il est affecté au  54th Fighter Squadron (en) à la base aérienne d'Ellsworth où il pilote le F-86 Sabre pour des missions de défense de l'Arctique. En 1955, Stafford est transféré au  496th Tactical Fighter Squadron (en) à la base aérienne Hahn (future aéroport de Francfort-Hahn) en Allemagne de l'Ouest, effectuant à nouveau des missions d'interception sur F-86 Sabre. En outre, il occupe le poste d'agent de maintenance adjoint, ce qui l'amène à postuler à l'école des pilotes d'essai de l'United States Air Force à la base aérienne Edwards en Californie,.
En 1958, Stafford étudie dans cette école où il termine premier de sa promotion et reçoit le prix A. B. Honts. Après avoir obtenu son diplôme, il reste à la base aérienne Edwards en tant qu'instructeur de vol. Tout en travaillant avec les militaires, Stafford créé à côté le premier poste d'instructeur civil de l'école pour assurer la continuité de la formation et a co-écrit le Pilot’s Handbook for Performance Flight Testing (« Manuel du pilote pour les essais en vol ») et l’Aerodynamics Handbook for Performance Flight Testing (« Manuel d’aérodynamique pour les essais en vol »),. À la fin de son contrat, Stafford est accepté à la Harvard Business School (HBS) et est transféré à Boston dans le Massachusetts en septembre 1962.

### Carrière d'astronaute

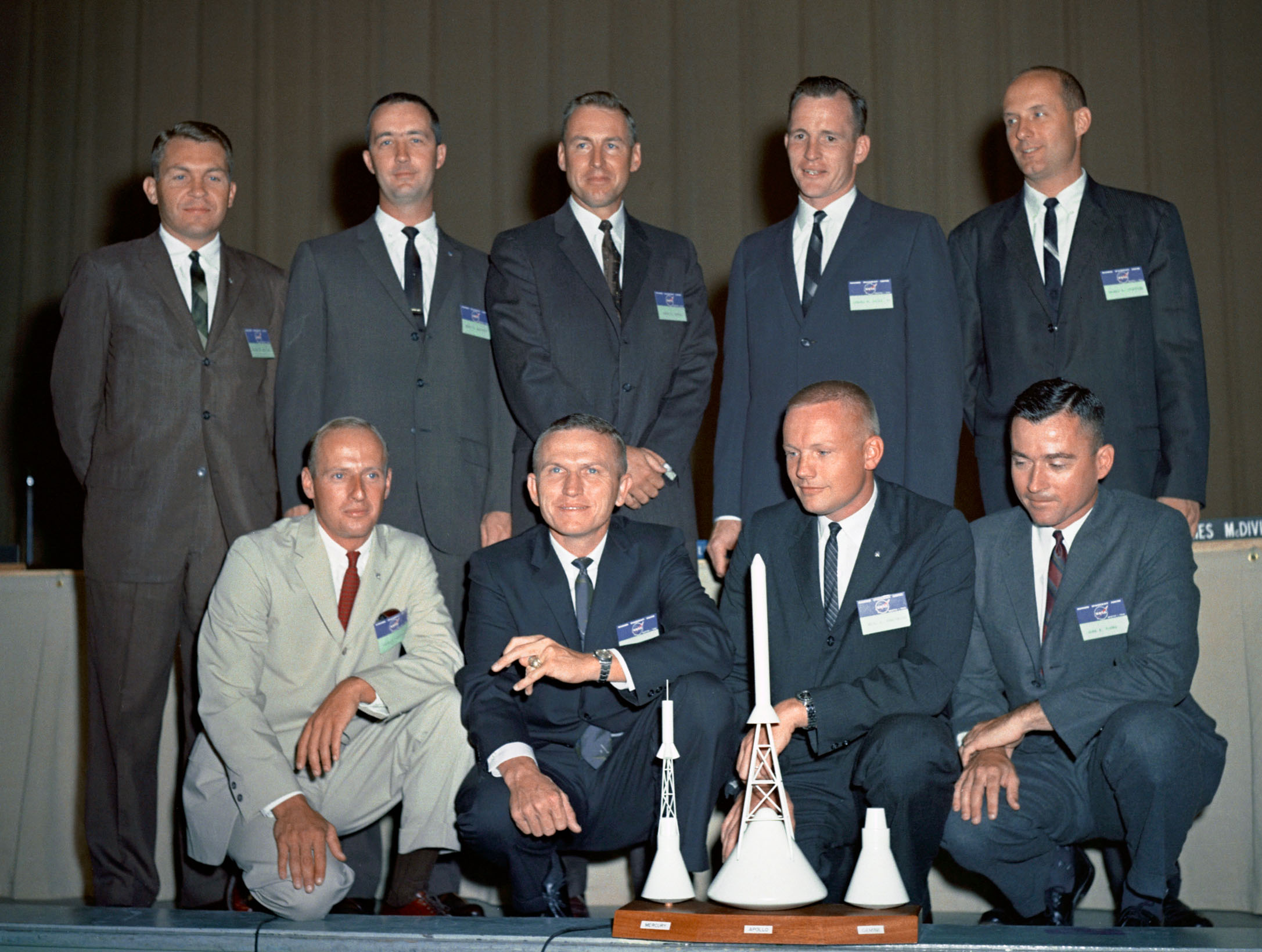
Le groupe d'astronautes 2 le 17 septembre 1962. Au fond : Elliot See, James McDivitt, James Lovell, Edward White et Tom Stafford. Devant : Charles Conrad, Frank Borman, Neil Armstrong et John Young.

Trois jours après son arrivée à Boston, le 14 septembre 1962, il est accepté dans le groupe d'astronautes 2 pour devenir astronaute à la National Aeronautics and Space Administration (NASA). Il avait passé des entretiens et examens médicaux au cours de l'été 1962 à la base aérienne Brooks et à Houston. Le groupe d'astronautes 2 compte huit autres futurs astronautes dont Neil Armstrong.

#### Programme Gemini

##### Gemini 6A
Stafford doit initialement voler avec Alan Shepard pour la première mission habitée du programme Gemini, Gemini 3, mais il est remplacé lorsque Shepard se retire de la rotation après un diagnostic de maladie de Menière, une maladie de l'oreille interne. Stafford étant associé à Walter Schirra en tant que, respectivement, pilote et commandant, la paire est réaffectée en tant qu'équipe de réserve pour Gemini 3 et d'équipe principale pour Gemini 6.

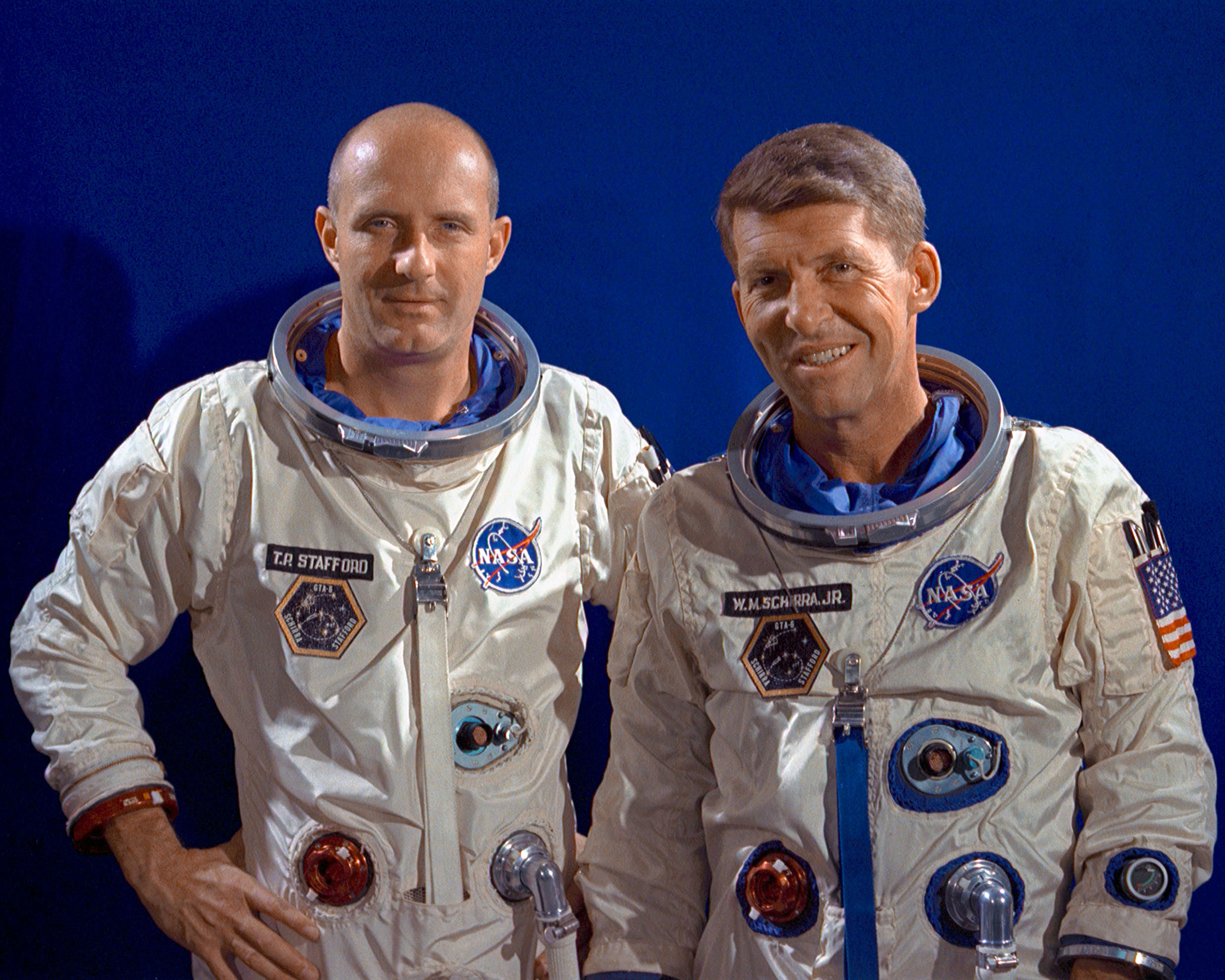
Tom Stafford et Walter Schirra le 20 octobre 1965.

Le but initial de la mission Gemini 6 est de réaliser un accostage avec une fusée Agena. Le 25 octobre 1965, Schirra et Stafford se trouvent à bord de Gemini 6 avant le décollage lorsque le véhicule Agena explose lors de son ascension. Après l'annulation de la mission d'origine, Gemini 6 devient Gemini 6A et est redéfinie pour réaliser un rendez-vous spatial avec Gemini 7, une mission de longue durée. Gemini 7 décolle le 4 décembre 1965 et le 12 décembre 1965, Gemini 6A a un défaut d'allumage qui provoque l'arrêt immédiat du moteur et l'annulation du lancement. Schirra et Stafford ne décollent donc pas et la cause de l'arrêt est déterminée comme étant un problème électrique et une vanne laissée close par inadvertance sur une conduite de carburant.
Le 15 décembre 1965, Gemini 6A décolle finalement et réalise son rendez-vous avec Gemini 7. Les deux engins spatiaux restent pendant environ cinq heures à une dizaine de mètres l'un de l'autre. Le 16 décembre, la mission finie, Gemini 6A est récupérée en mer par l'USS Wasp.

##### Gemini 9
Avant Gemini 6A, Stafford est nommé commandant de réserve de la mission Gemini 9 et Eugene Cernan, pilote de réserve. Charles Bassett et Elliot See sont l'équipage principal. Le 28 février 1966, ces deux aspirants astronautes prennent l'avion pour Saint-Louis afin de se rendre sur le site de montage de McDonnell Douglas pour leur capsule Gemini. L'avion de Bassett et See s'écrase et ils meurent dans la catastrophe. Stafford et Cernan deviennent alors l'équipage principal de Gemini 9, avec James Lovell et Buzz Aldrin pour équipage de réserve.

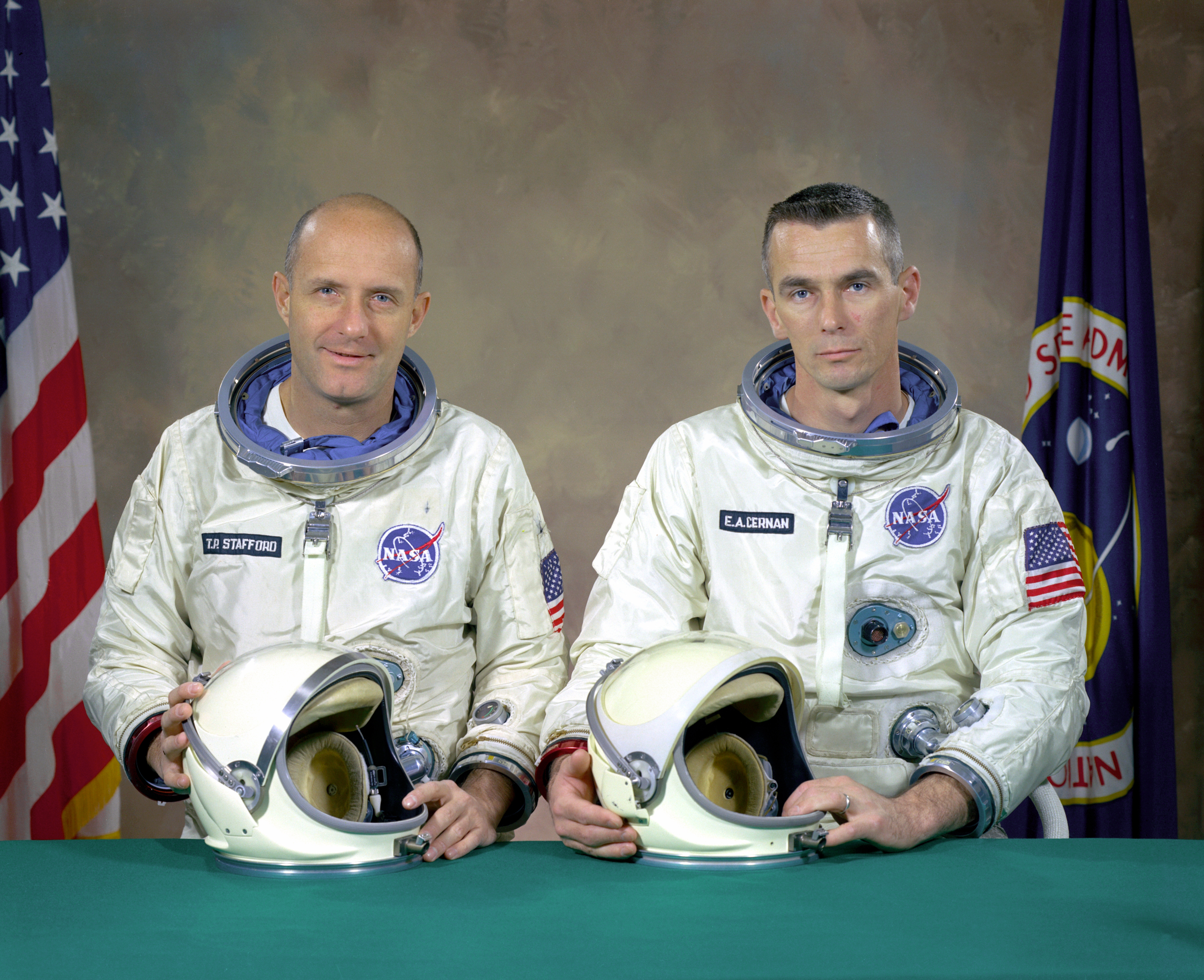
Thomas Stafford et Eugene Cernan pour Gemini 9 le 5 janvier 1966.

Le 17 mai 1966, une fusée Agena dévie de son parcours de lancement et est détruite avant d'entrer en orbite. Comme il n'y a pas de fusée Agena de remplacement, le nouvel objectif de la mission est de tester une nouvelle technologie nommée l’Augmented Target Docking Adapter (ATDA) grâce à un autre véhicule Gemini mis en orbite avec succès le 1er juin 1966. Le lancement de Gemini 9, prévu pour plus tard le même jour, est annulé en raison de une erreur informatique. Gemini 9 — renommée Gemini 9A — est finalement lancé avec succès le 3 juin et réalise un rendez-vous spatial avec l'ATDA à la deuxième orbite. Cependant, le véhicule d'ATDA n'est que partiellement ouvert et Gemini 9 ne peut s'y connecter. Stafford et Cernan effectuent malgré tout l'essentiel des manœuvres souhaitées, notamment le sauvetage simulé d'un module lunaire en orbite inférieure.
Le lendemain, Cernan tente une sortie extravéhiculaire avec pour mission principale de tester l'unité de propulsion d'astronaute. Après avoir quitté la capsule spatiale, Cernan connaît rapidement des problèmes de mobilité, suivis par des problèmes de communication. La sortie est interrompue et Cernan revient à la capsule après deux heures. Le 6 juin, Gemini 9A est récupérée avec succès en mer par l'USS Wasp.

Photographies de Stafford lors de ses missions Gemini
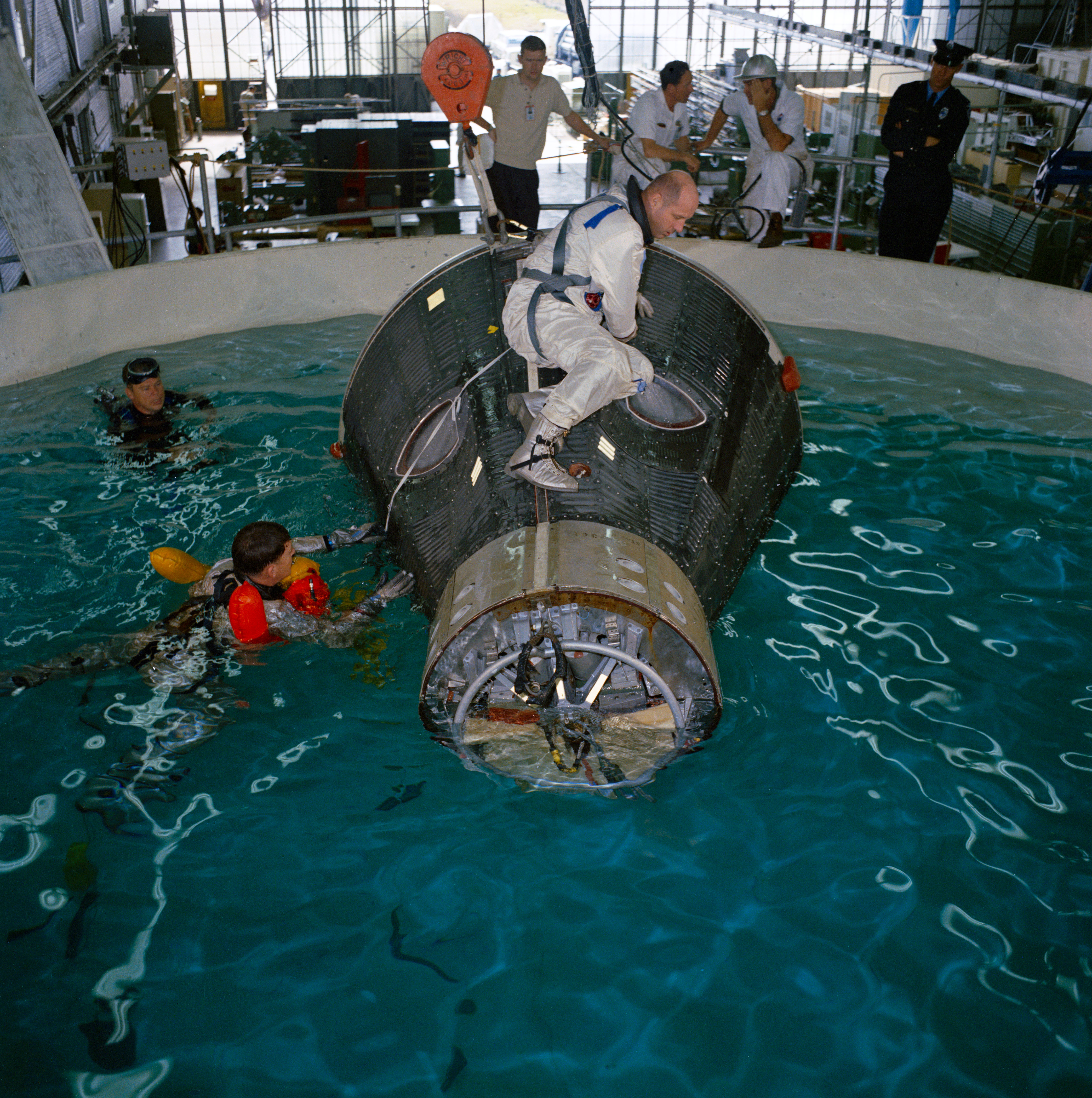
Stafford lors d'un test en piscine le 1er février 1965.
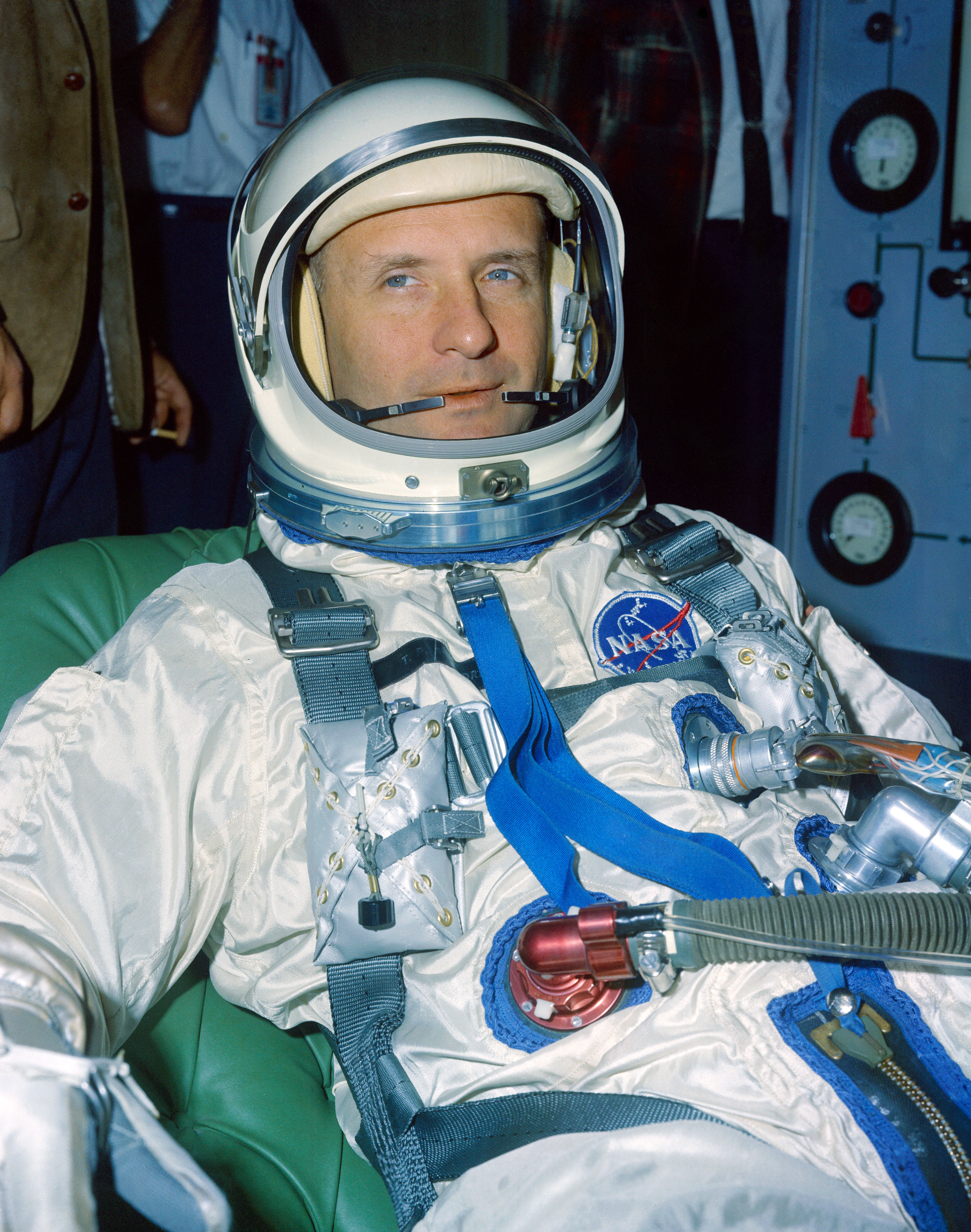
Stafford en combinaison le 26 février 1965.
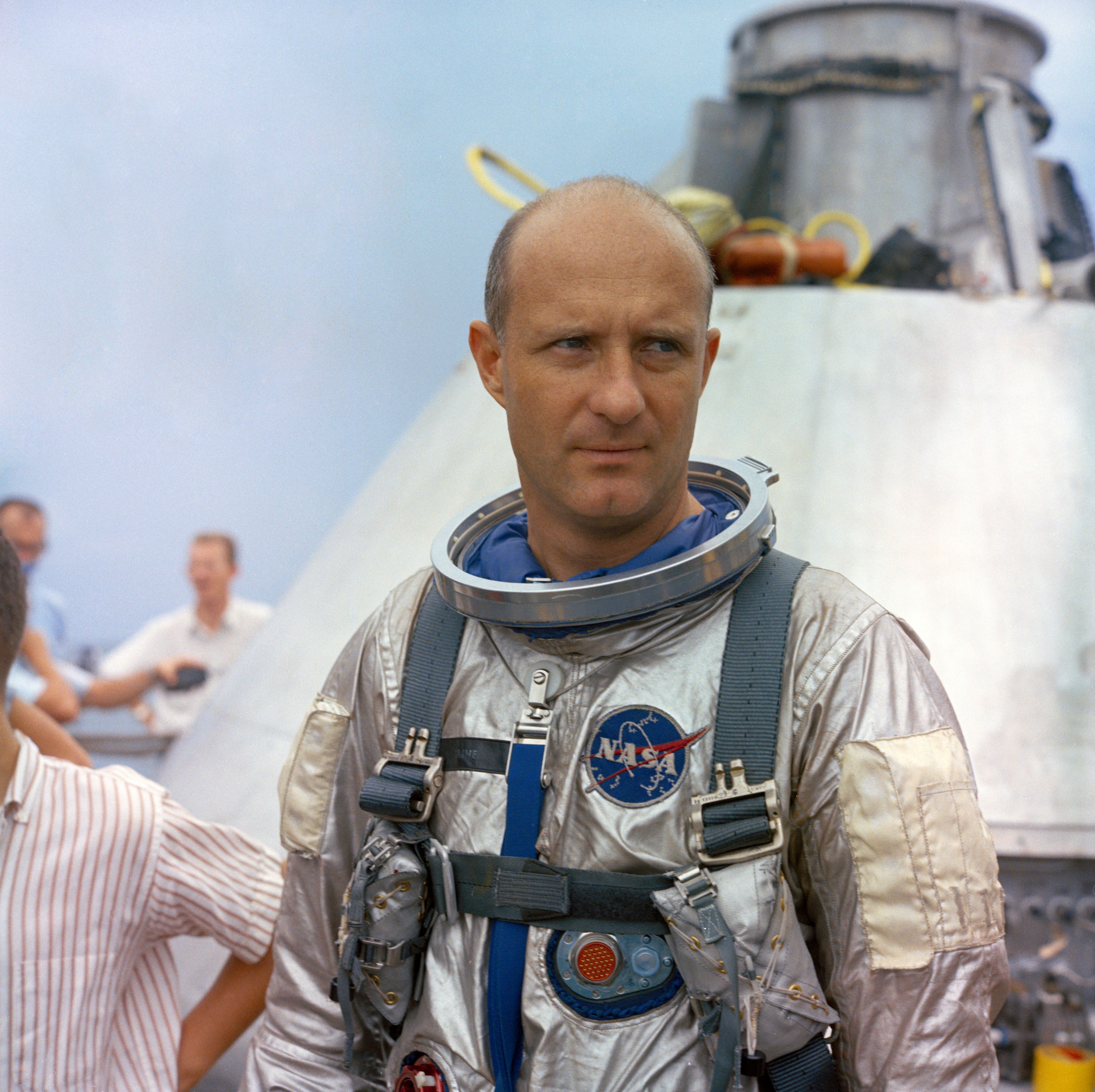
Stafford lors d'un entraînement le 23 août 1965.
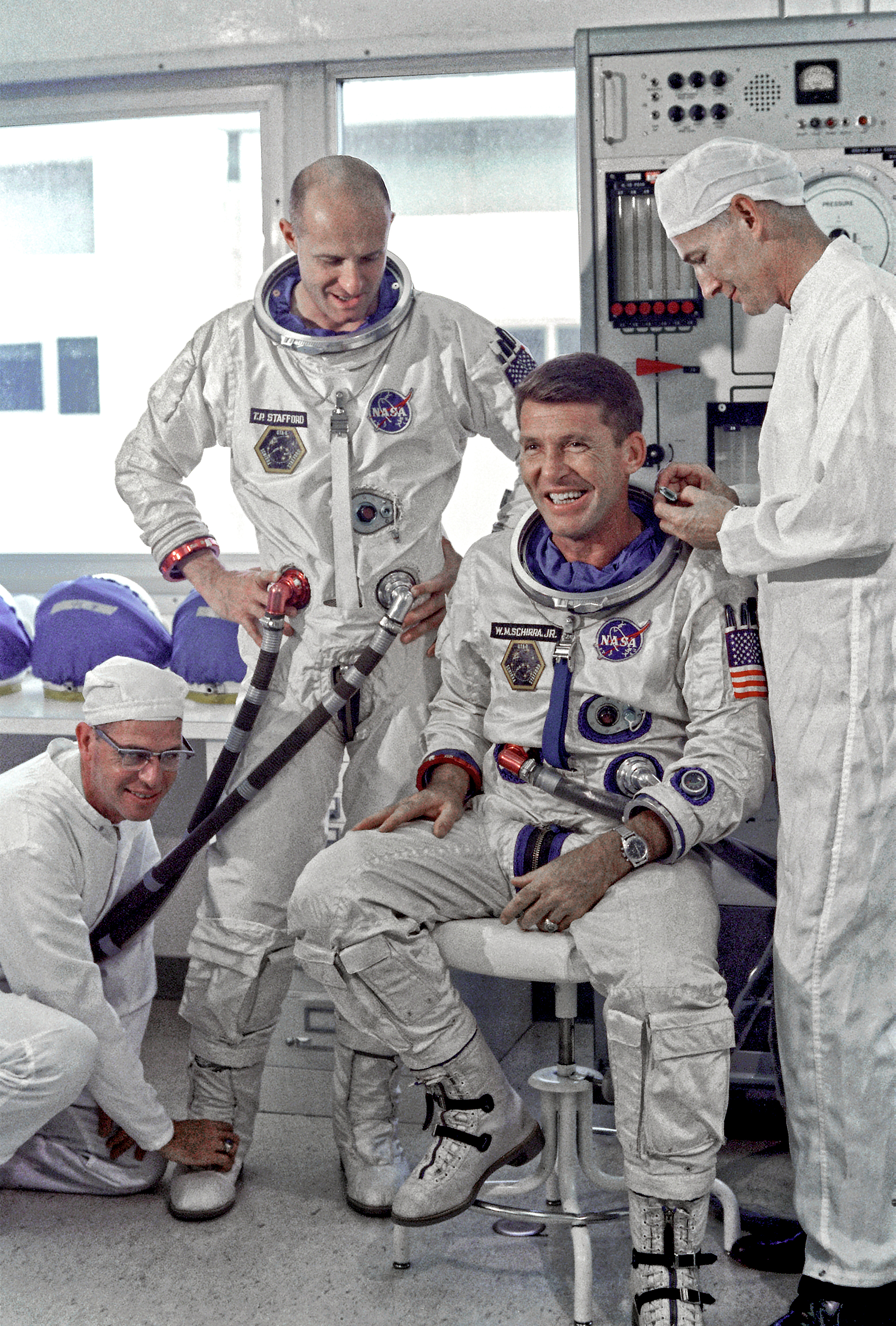
Stafford et Walter Schirra le 20 octobre 1965.
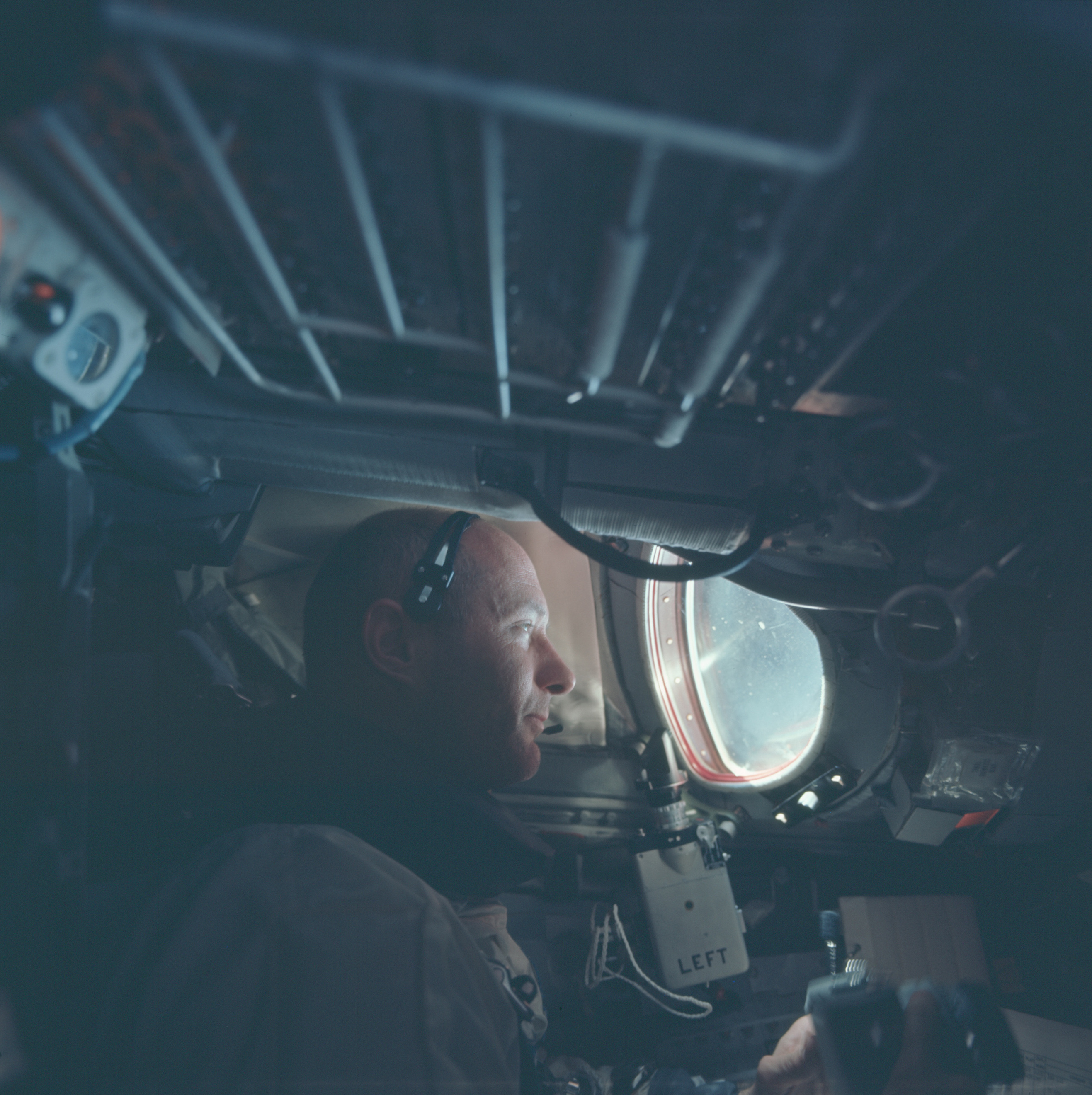
Stafford dans une capsule Gemini le 5 juin 1966.
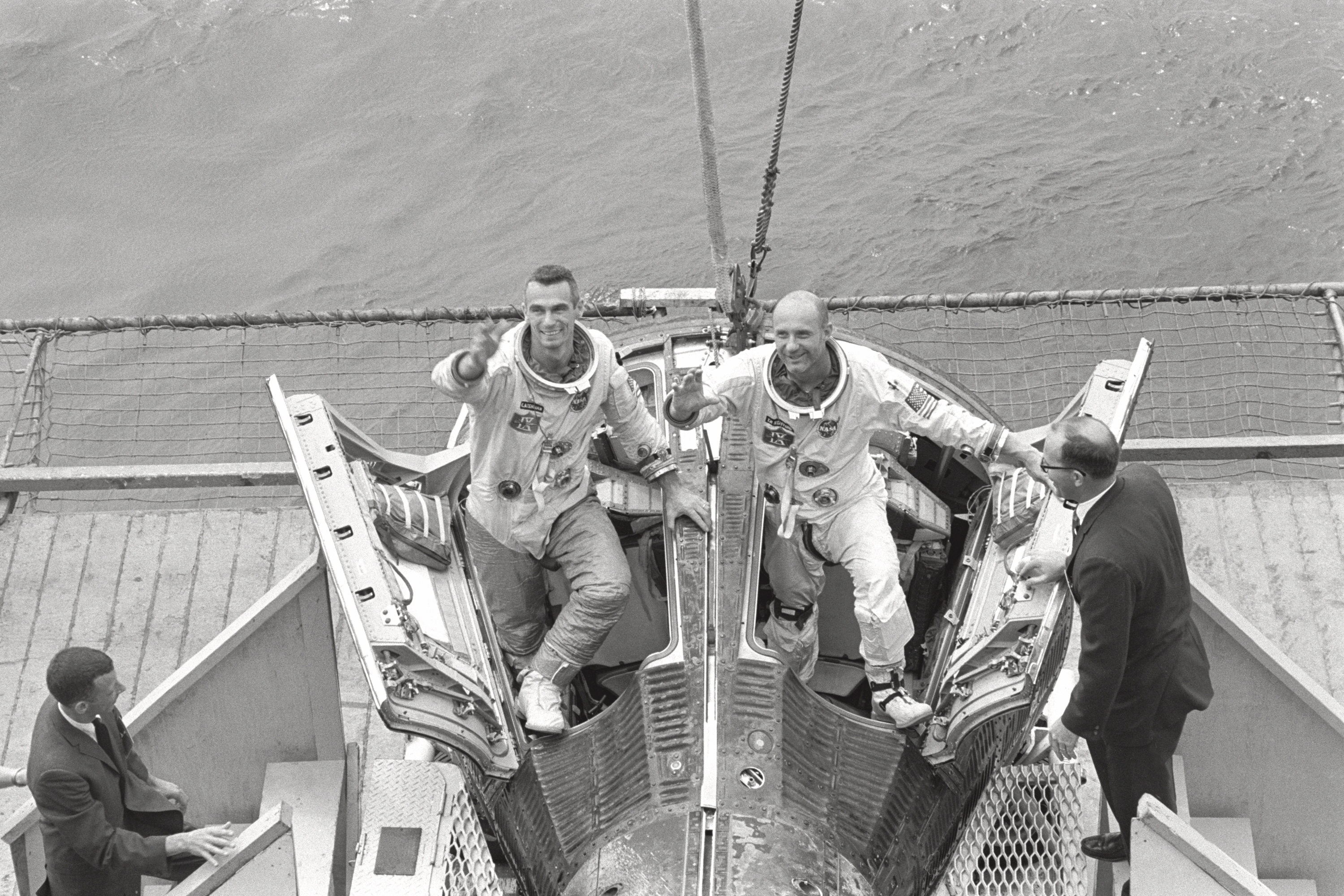
Stafford et Cernan le 6 juin 1966.
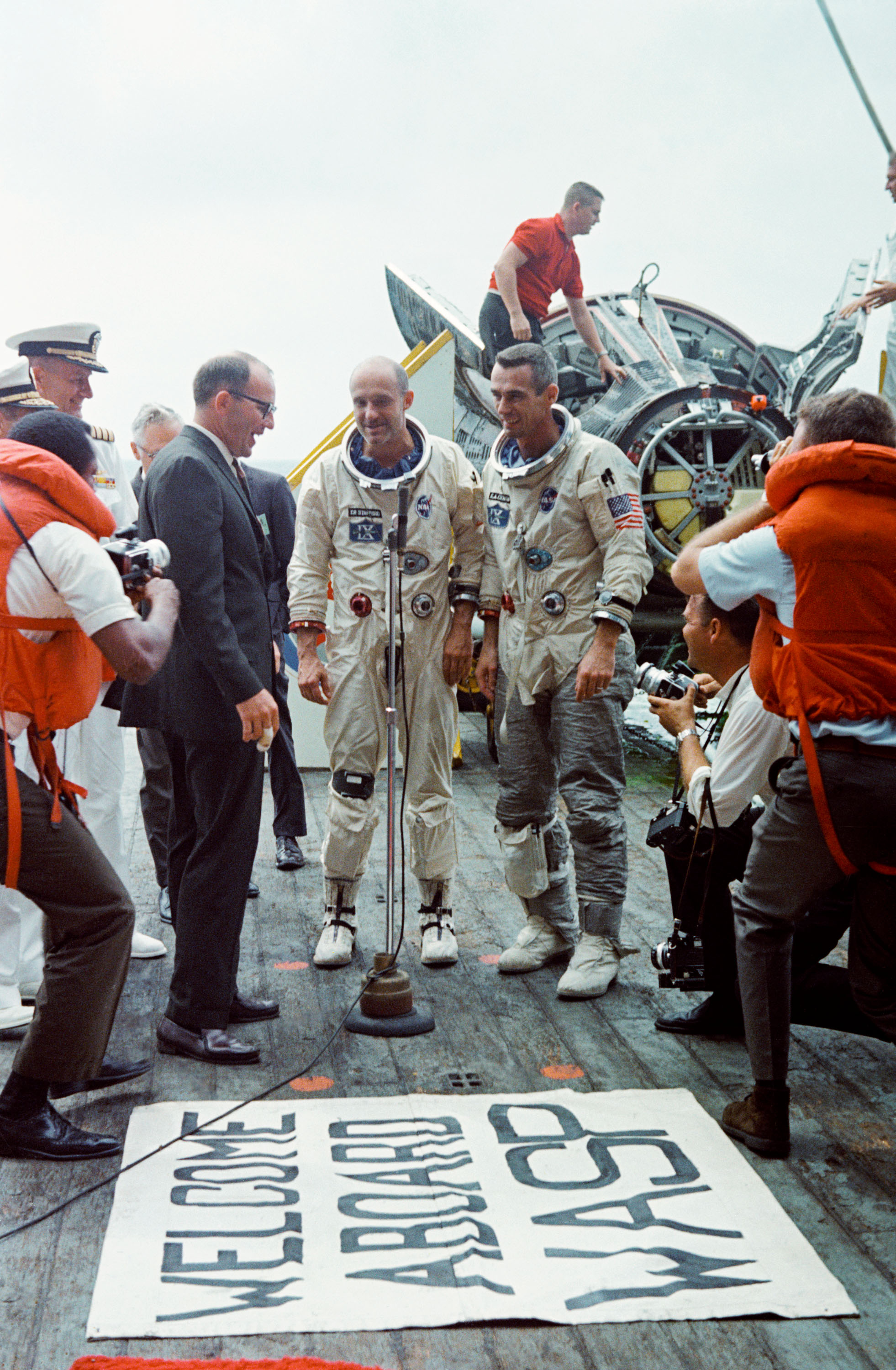
Stafford et Cernan sur l'USS Wasp le 6 juin 1966.

#### Programme Apollo

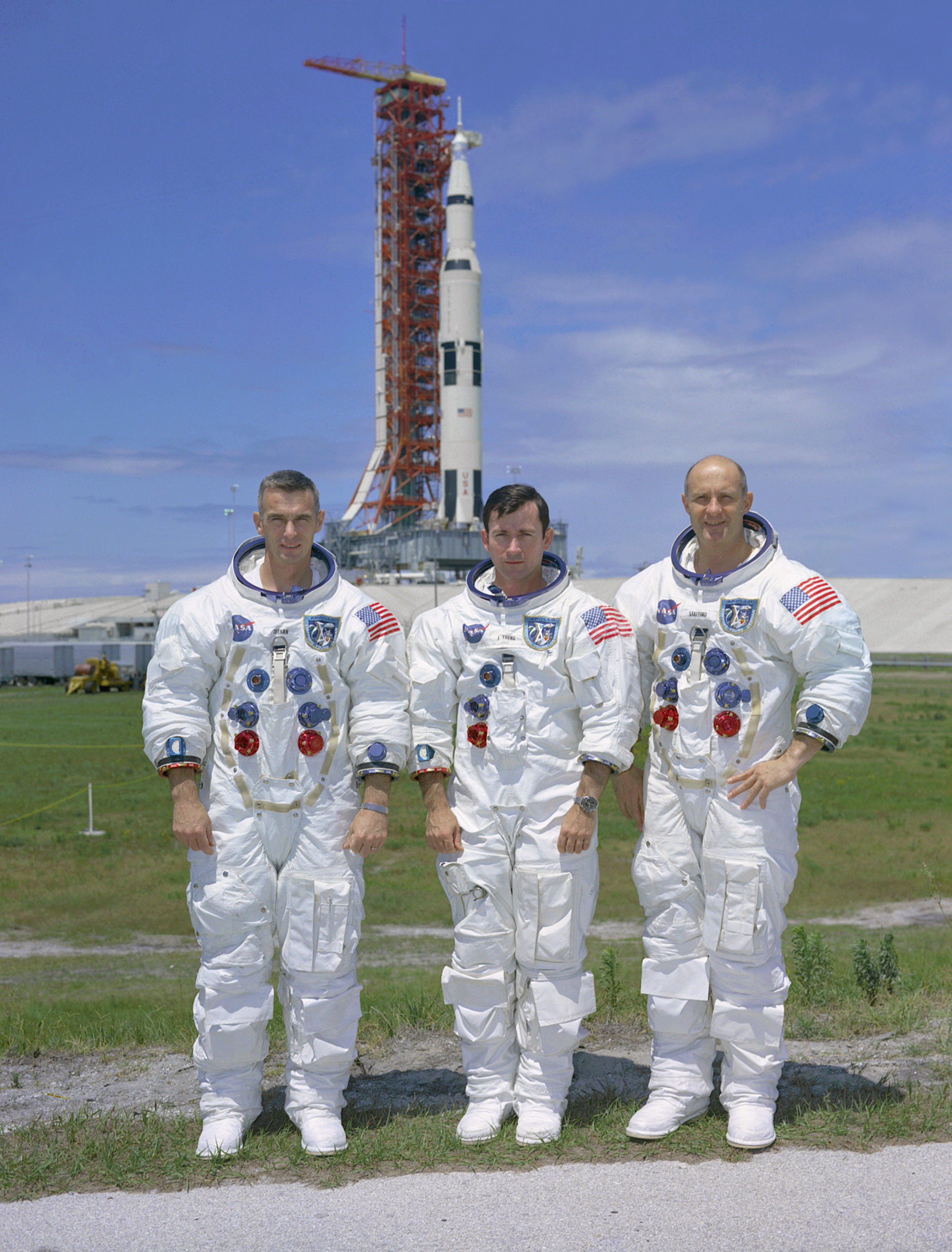
L'équipage d'Apollo 10 : Eugene Cernan, John Young et Tom Stafford devant une fusée à la base de lancement de Cap Canaveral.

Après Gemini 9A, Stafford est affecté en tant que pilote du module de commande et de service Apollo sur la mission Apollo 2, avec Frank Borman en tant que commandant et Michael Collins en tant que pilote du module lunaire Apollo. Pour cette mission, Stafford est chargé de la liaison avec les astronautes pour le développement des systèmes de guidage et de navigation Apollo, ainsi que du module de commande et de service. À la fin de l'année 1966, il est réaffecté au poste de commandant de réserve d'Apollo 2, avec John Young en tant que pilote du module de commande et de service et Eugene Cernan en tant que pilote du module lunaire. Lors du test du module de commande, ils sont informés de l'incendie d'Apollo 1 (AS-204) lors d'un entraînement, de la mort des trois astronautes présents et de la suspension temporaire du programme Apollo,.

##### Apollo 10
Au printemps 1968, le chef du Bureau des astronautes Deke Slayton annonce que l'équipe de réserve pour Apollo 2 devient l'équipe principal de la mission Apollo 10 dans le cadre de la rotation mise en place. En prévision de la mission, Stafford aide à concevoir une caméra couleur remplaçant la caméra noir et blanc granuleuse existante car il estime que la sensibilisation du public est un aspect essentiel de la mission. Le module de commande et de service est surnommé Charlie Brown tandis que le module lunaire est surnommé Snoopy d'après les personnages du comic strip Peanuts.
Apollo 10 décolle le 18 mai 1969. Malgré de fortes oscillations au cours de l'ascension, Apollo 10 réussi à orbiter sans encombre et amarre avec succès ses deux modules. L'injection trans-lunaire est également réussie. À leur arrivée en orbite lunaire, Stafford et Cernan se désancrent du module de commande et de service et entrent dans une orbite elliptique avec une périapside (la distance la plus proche) d'un peu plus de 14 kilomètres au-dessus de la surface lunaire. Pour permettre la reconnaissance du lieu d'atterrissage prévu pour la future mission Apollo 11, la descende coïncide avec la mer de la Tranquillité. Lors de l'ascension, le module lunaire commence à tourner rapidement à cause d'un commutateur mal aligné dans le système de guidage d'abandon. Stafford parvient à reprendre le contrôle et réussir le rendez-vous avec le module de commande et de service resté en orbite lunaire. Le module lunaire s'amarre correctement pour récupérer les astronautes et est largué. Après deux jours en orbite lunaire, Apollo 10 commence sa trajectoire de retour. Au cours du retour, la capsule atteint une vitesse de 45 542 km/h et établit le record de la vitesse la plus rapide atteinte par un être humain. Apollo 10 amerrit à l'Est des Samoa et est récupéré par l'USS Princeton.

Photographies de la mission Apollo 10
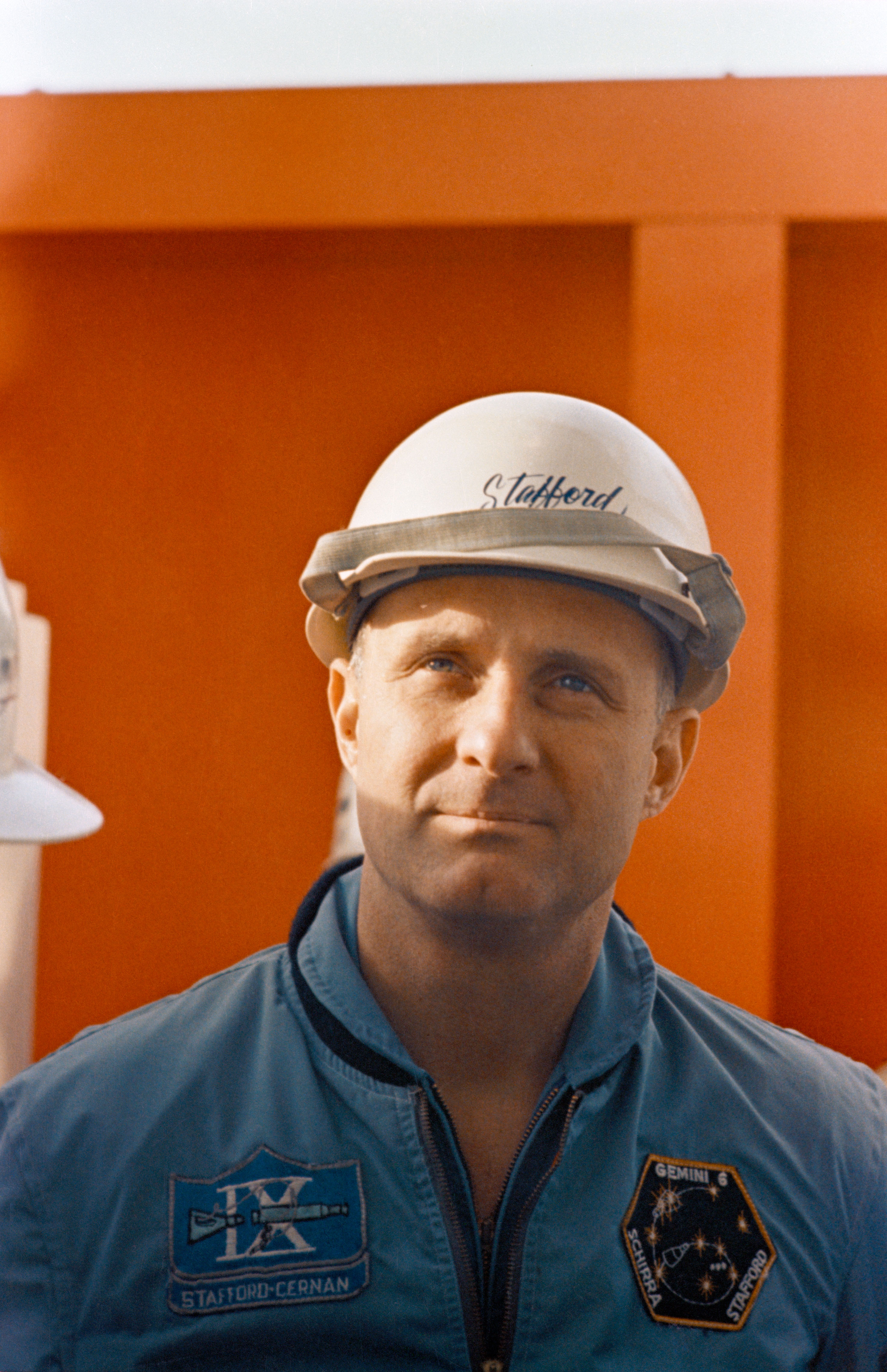
Thomas Stafford visitant le complexe de lancement le 27 mars 1969.
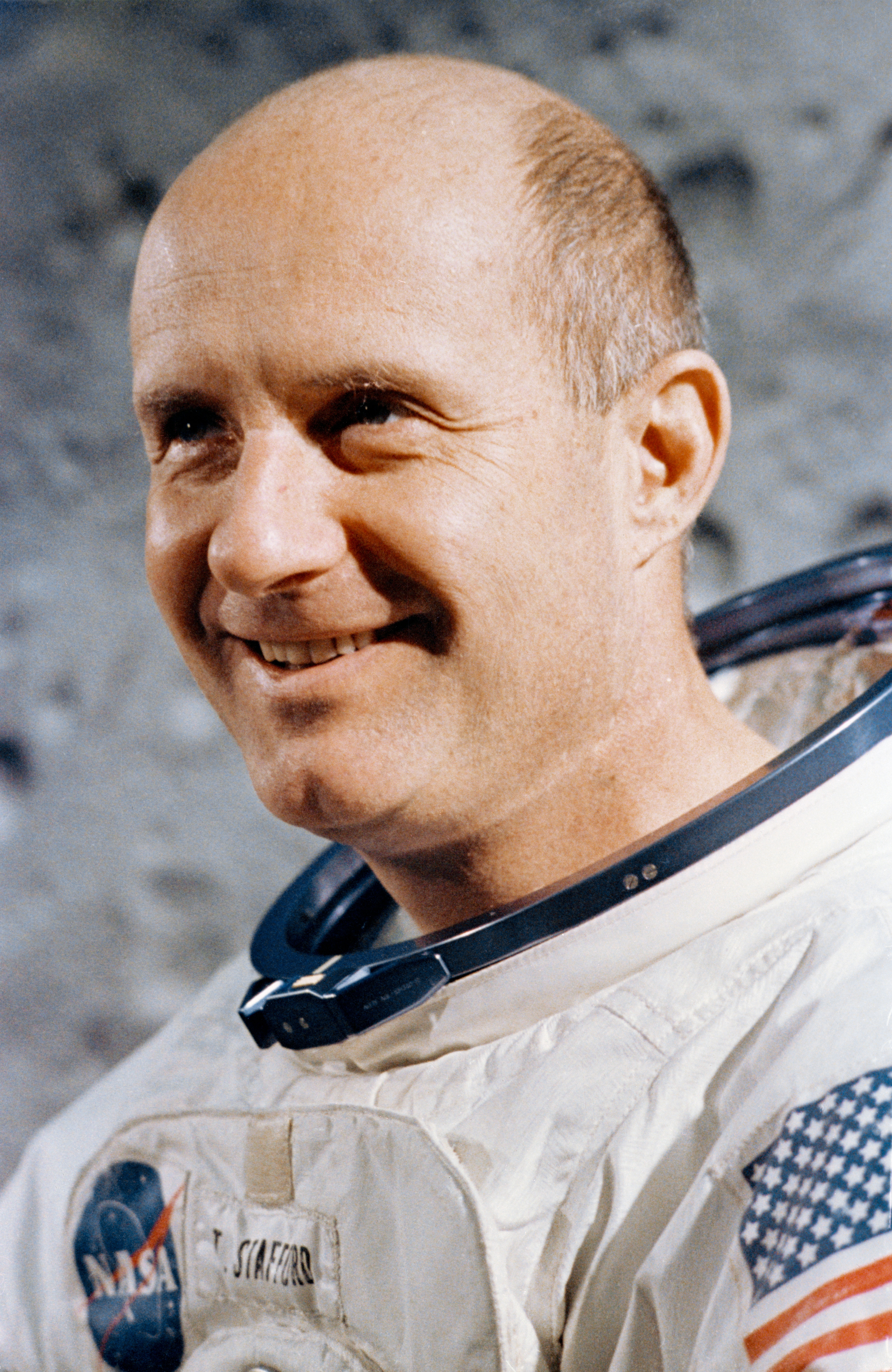
Thomas Stafford en avril 1969.
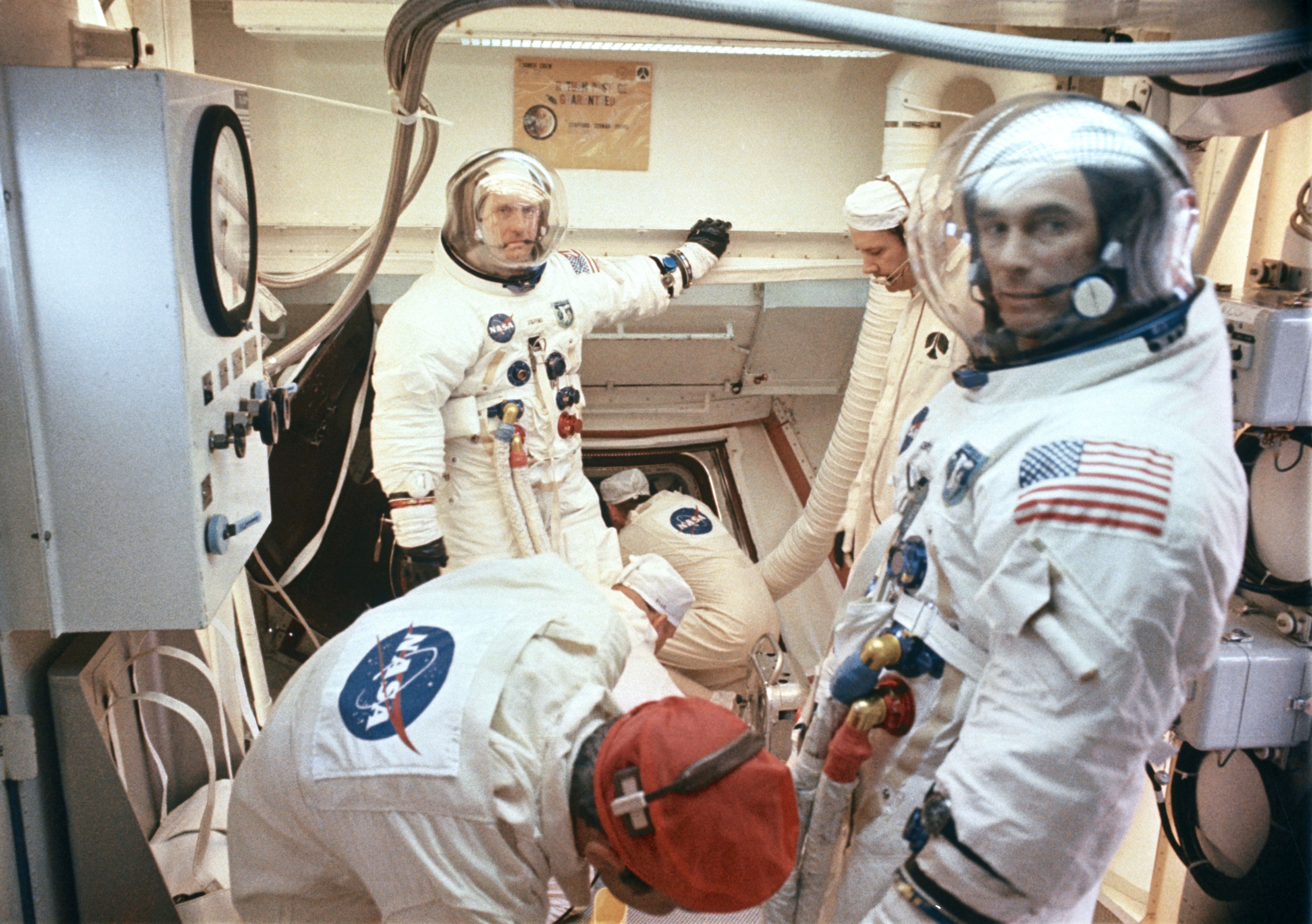
L'équipage se préparant à prendre place le 18 mai 1969 avant le décollage.
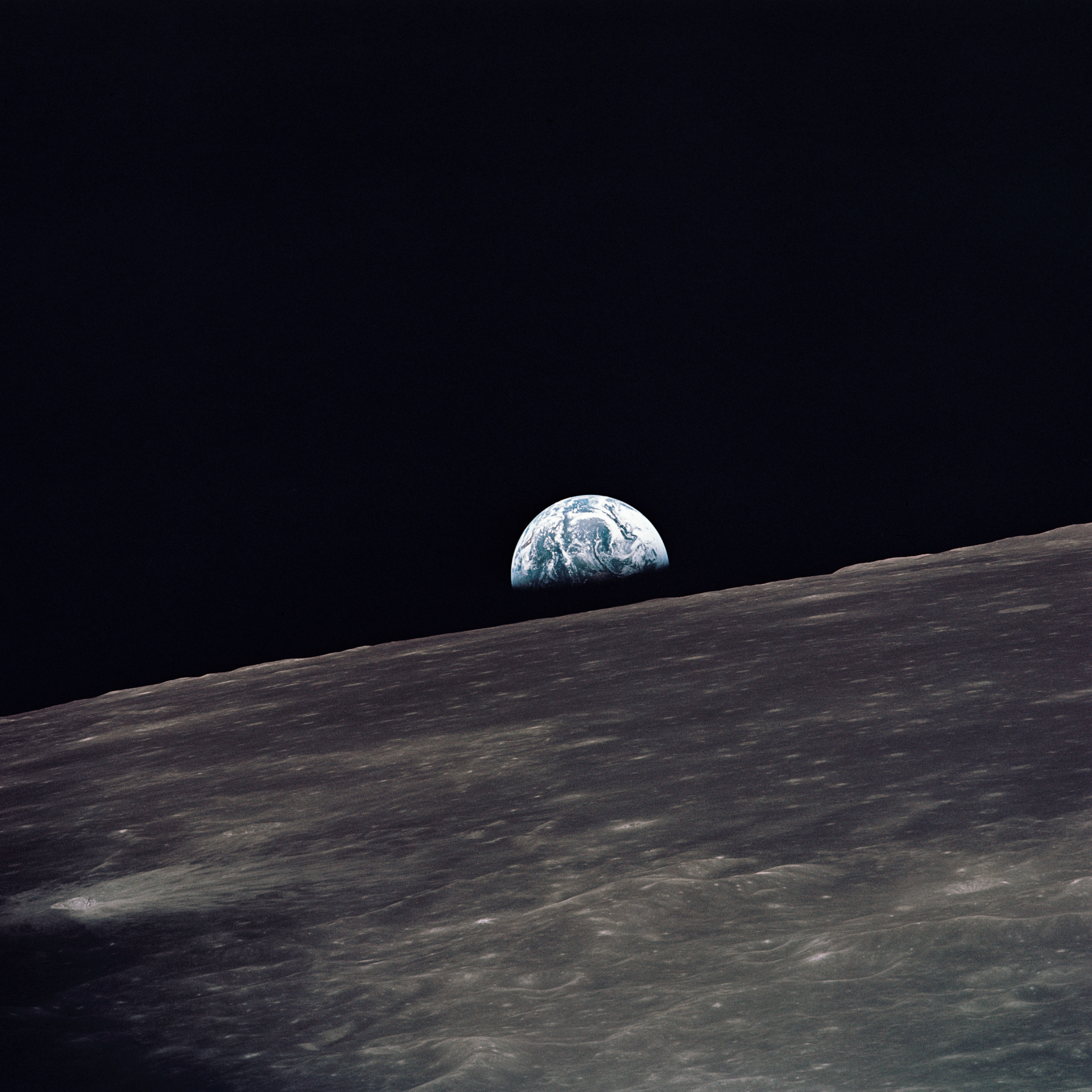
Un lever de Terre photographié par Apollo 10 en mai 1969.
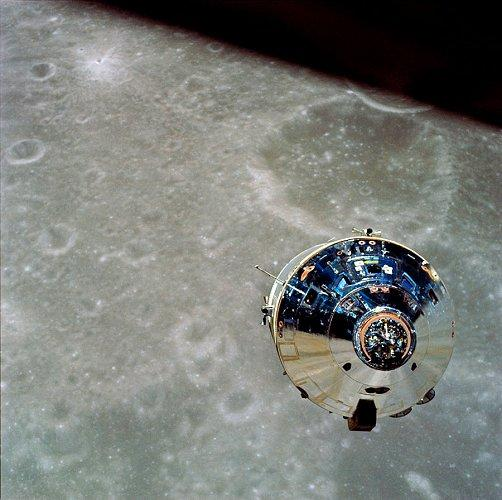
Le module de commande et de service d'Apollo 10 en mai 1969.
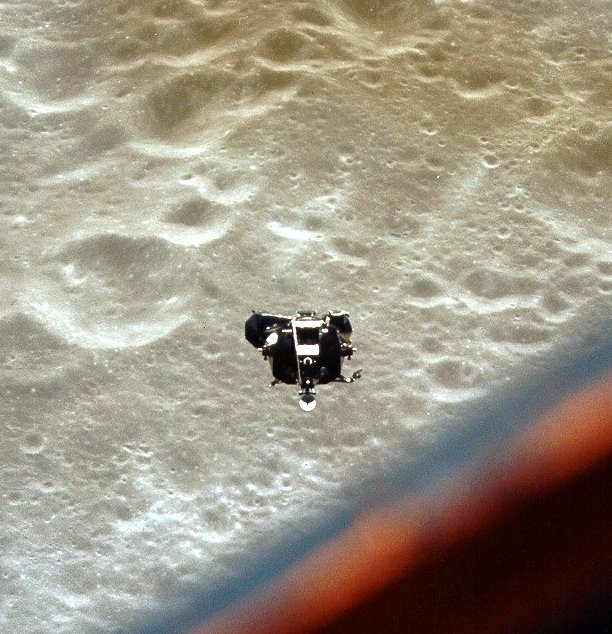
Le module lunaire d'Apollo 10 orbitant au-dessus de la Lune le 22 mai 1969.
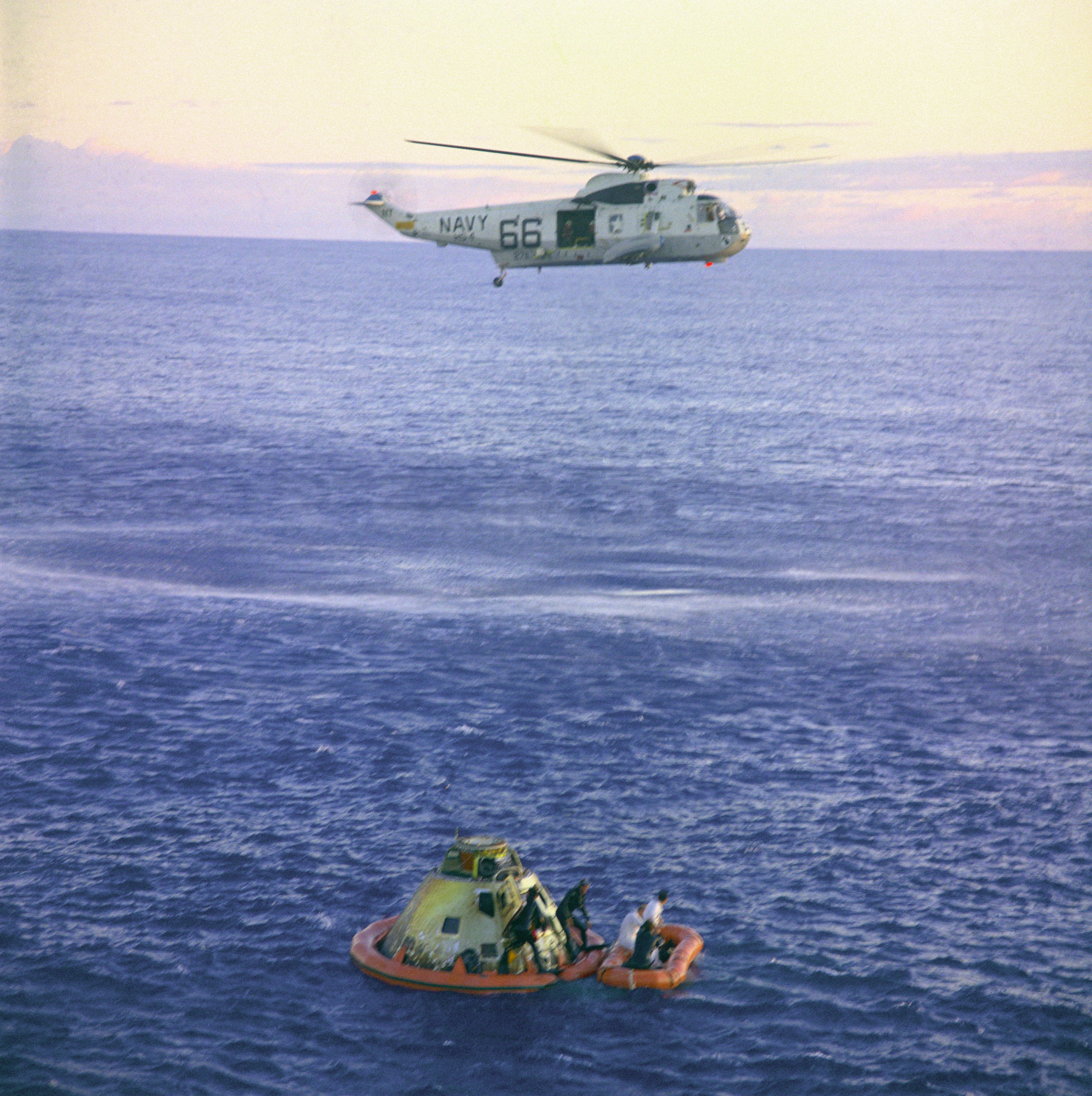
L’Helicopter 66 récupérant Apollo 10 en mer le 26 mai 1969.

##### Apollo-Soyouz

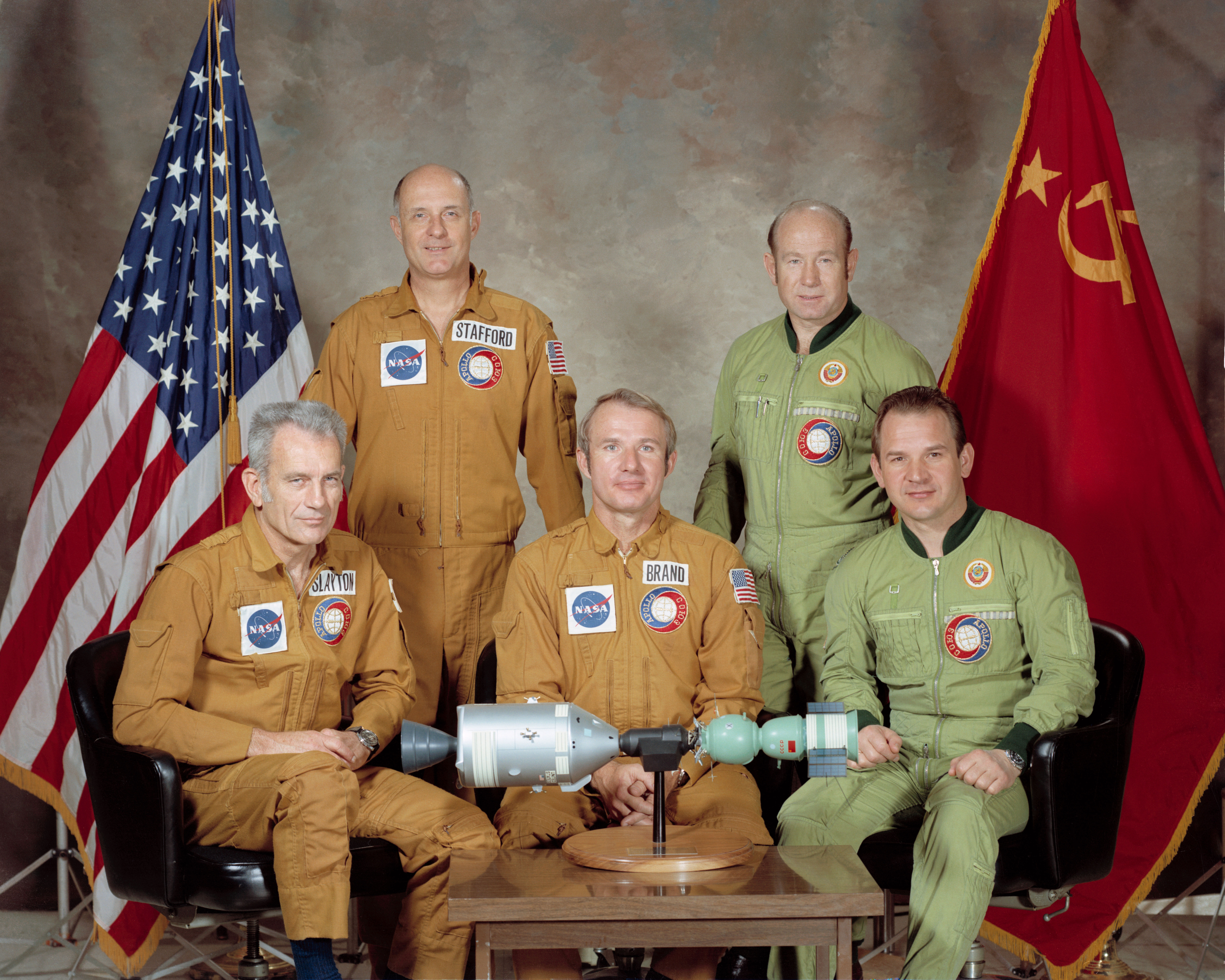
L'équipage de la mission Apollo-Soyouz en mars 1975 avec de gauche à droite : les Américains (en combinaisons orange) Deke Slayton, Tom Stafford et Vance Brand, ainsi que les Soviétiques (en combinaisons vertes) Alexeï Leonov et Valeri Koubassov.

En juillet 1969, Stafford remplace Alan Shepard comme chef du Bureau des astronautes puisque ce dernier récupère son autorisation de vol. Avec le directeur des opérations en vol Deke Slayton, Stafford supervise les missions Apollo et Skylab jusqu'à ce que Shepard reprenne ses fonctions après la mission Apollo 14 en juillet 1971. Pendant cette période, le président des États-Unis Richard Nixon et le président du conseil des ministres de l'Union des républiques socialistes soviétiques (URSS) Alexis Kossyguine acceptent un projet d'essai conjoint entre les véhicules des programmes Apollo et Soyouz, mieux connu comme l’Apollo-Soyouz Test Project (ASTP). Stafford est promu au grade de Brigadier général à la fin de l'année 1972 et est rapidement nommé commandant de cette mission avec Slayton (qui a également récupéré son autorisation de vol) et Vance Brand,.
À partir de l'année 1973, l'équipage ASTP s'est beaucoup entraîné en Russie et aux États-Unis. Soyouz 19, emportant Alexeï Leonov et Valeri Koubassov est lancée le 15 juillet 1975, suivi de la partie américaine avec son équipage. Après deux jours dans l'espace, Soyouz et Apollo s'amarrent le 17 juillet et les équipages se rencontrent, mènent des expériences conjointes et réalisent des conférences de presse pour ce qui est la première coopération spatiale entre les deux pays après leur rivalité pendant la guerre froide et la course à l'espace. Après être resté amarré pendant 44 heures, les deux vaisseaux spatiaux sont détachés le 19 juillet. Soyouz revient sur Terre le 21 juillet et Apollo reste en orbite jusqu'au 24 juillet. En descendant, le module de commande Apollo commence à se remplir de peroxyde d'azote provenant des propulseurs de contrôle. L'équipage enfile un masque à oxygène, mais Brand perd connaissance et doit être aidé par Stafford. Tous les membres de l'équipage sont récupérés sains et saufs à bord du USS New Orleans et sont hospitalisés à Hawaï pour un œdème dû à l'inhalation de cette substance.

Les capsules Apollo–Soyouz amarrées ensemble et exposées au National Air and Space Museum.

### Carrière postérieure

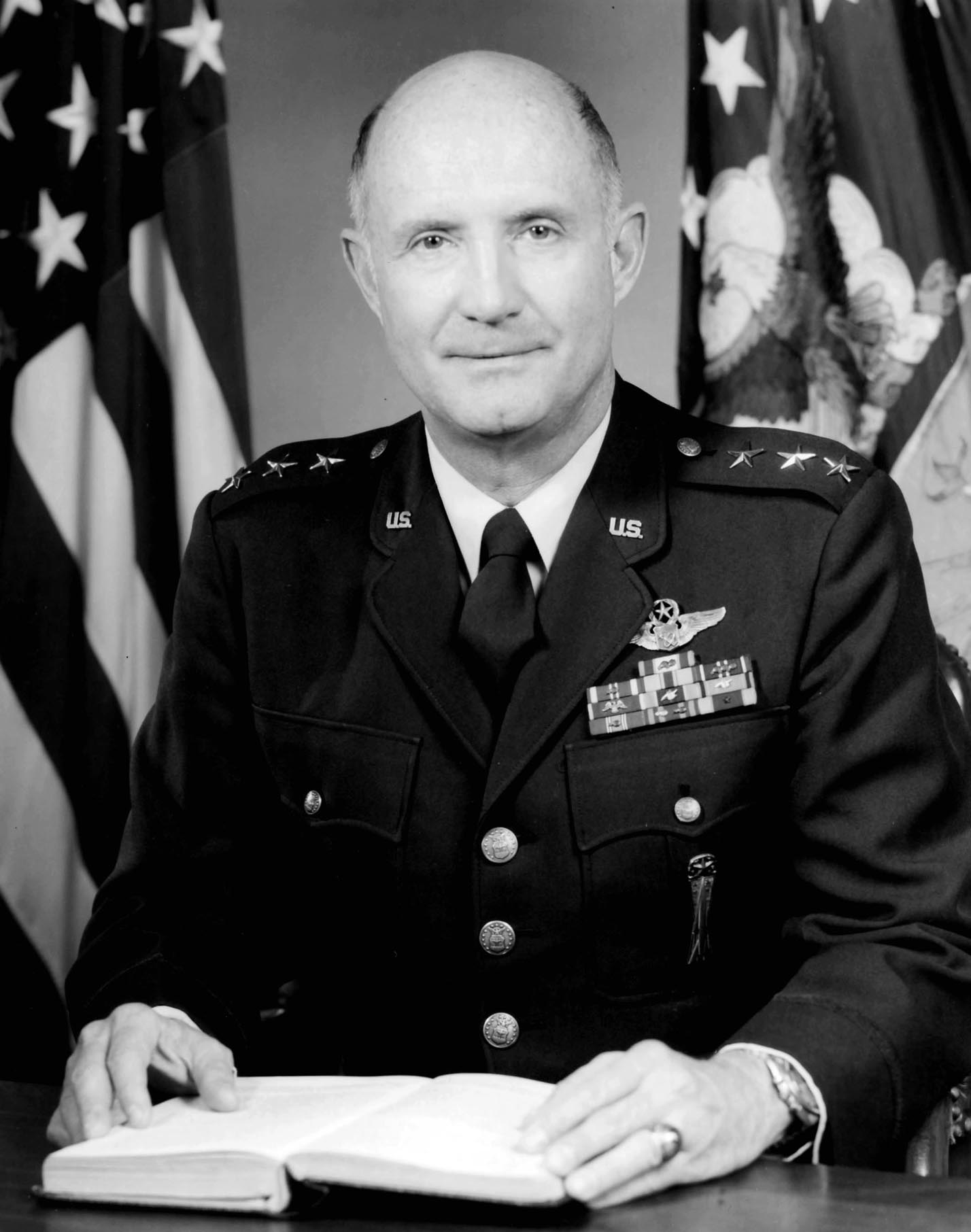
Thomas Stafford en uniforme en 1979.

En juin 1975, avant mission Apollo-Soyouz, Stafford se voit proposer le commandement de l'Air Force Test Center (AFTC) à la base aérienne Edwards. Il accepte et commence son nouveau travail le 15 novembre 1975. Stafford supervise les installations d'essais de l'armée de l'air et de la NASA sur la base, ainsi que des zones d'essais dans l'Utah et le Nevada. Il continue de voler — y compris sur des avions étrangers tels que le Mikoyan-Gourevitch MiG-17 et le Panavia Tornado — et est impliqué dans les échanges avec le transfuge Viktor Belenko après sa défection de l'URSS. Stafford gère également le développement du XST (Lockheed Have Blue), qui deviendra plus tard le Lockheed Martin F-117 Nighthawk. En mars 1978, il est promu Lieutenant général et devient chef d'état-major adjoint des armées chargé de la recherche, du développement et des acquisitions à Washington. Pendant qu'il travaille à la capitale fédérale, Stafford plaide en faveur de la création du missile mobile MX (futur missile balistique Peacekeeper) et commence à développer un bombardier à technologie de pointe (ATB), prédécesseur du bombardier furtif Northrop B-2 Spirit. Stafford prend sa retraite à Norman dans l'Oklahoma le 1er novembre 1979.
Après sa retraite, Stafford siège à plusieurs conseils d'administration, notamment l'horloger Omega, l'entreprise Gibralter Exploration et le constructeur américain d'avions privés Gulfstream Aerospace. Il prévoit de réunir ses coéquipiers de la mission Apollo-Soyouz en Russie, mais l'invasion de l'Afghanistan par l'URSS en 1979 et le boycott des Jeux olympiques d'été de 1980 l'empêche de se rendre sur place. Stafford créé le cabinet de conseil Stafford, Burke, and Hecker avec deux officiers généraux récemment retraités. En juillet 1990, le vice-président des États-Unis Dan Quayle et l'amiral Richard H. Truly, alors administrateur de la NASA, demandent à Stafford de présider un comité chargé de conseiller l'agence fédérale américaine lors de futures missions lunaires et martiennes. Stafford et son équipe — 42 membres à temps plein et de 150 membres à temps partiel — créent un plan à long terme avec des missions lunaires en 2004 et une mission sur Mars en 2012. En 1992, Stafford commence à travailler comme conseiller pour la station spatiale Freedom, précurseur de la station spatiale internationale (ISS). Tout en coordonnant la participation de la Russie au projet, Stafford devient conseiller technique du programme Shuttle-Mir, en particulier des missions STS-63 et STS-71. Il fait également partie d'un comité d'étude à la suite de la collision d'un vaisseau cargo Progress avec la station spatiale Mir lors d'un test d'amarrage manuel en juin 1997.
En 2002, Stafford publie une autobiographie écrite avec Michael Cassutt intitulée We Have Capture: Tom Stafford and the Space Race. Il écrit également l'épilogue du livre Falling to Earth: An Apollo 15 Astronaut's Journey to the Moon de son collègue astronaute Alfred Worden.
Sur l'avenir de l'exploration spatiale, il a reproché dans les médias en 2017 la lenteur avec laquelle le programme américain de vols spatiaux habités a progressé depuis la fin du programme Apollo. Il est présent lors des funérailles d'Alexeï Leonov en octobre 2019.
À sa retraite, il cumule 507 heures et 43 minutes de vol spatial et a plus de 6 800 heures heures de vol.

### Vie privée
En 1953, Stafford épouse Faye Shoemaker, sa fiancée de Weatherford dans l'Oklahoma. Faye et Stafford ont deux filles, Dionne (née en 1954) et Karin (née en 1957). Faye et Stafford divorcent en 1985. En décembre 1988, Stafford épouse Linda Ann Dishman. Ils ont deux fils adoptifs, Michael Thomas et Stanislav « Stas » Patten. Parmi ses passe-temps, Stafford a déclaré aimer la chasse, la musculation, le vol à voile, la plongée sous-marine, la pêche et la natation.

### Mort
Thomas Stafford meurt le 18 mars 2024 à Satellite Beach (Floride).

## Décorations, hommages et postérité
« C'est le plus grand honneur de ma vie. Je suis très fier d'avoir contribué à l'avenir de notre pays dans l'espace et je suis profondément reconnaissant d'avoir la possibilité de participer au début de l'aventure américaine dans cette nouvelle frontière sans fin. »

— Thomas Stafford lors de la cérémonie de remise de la Congressional Space Medal of Honor.

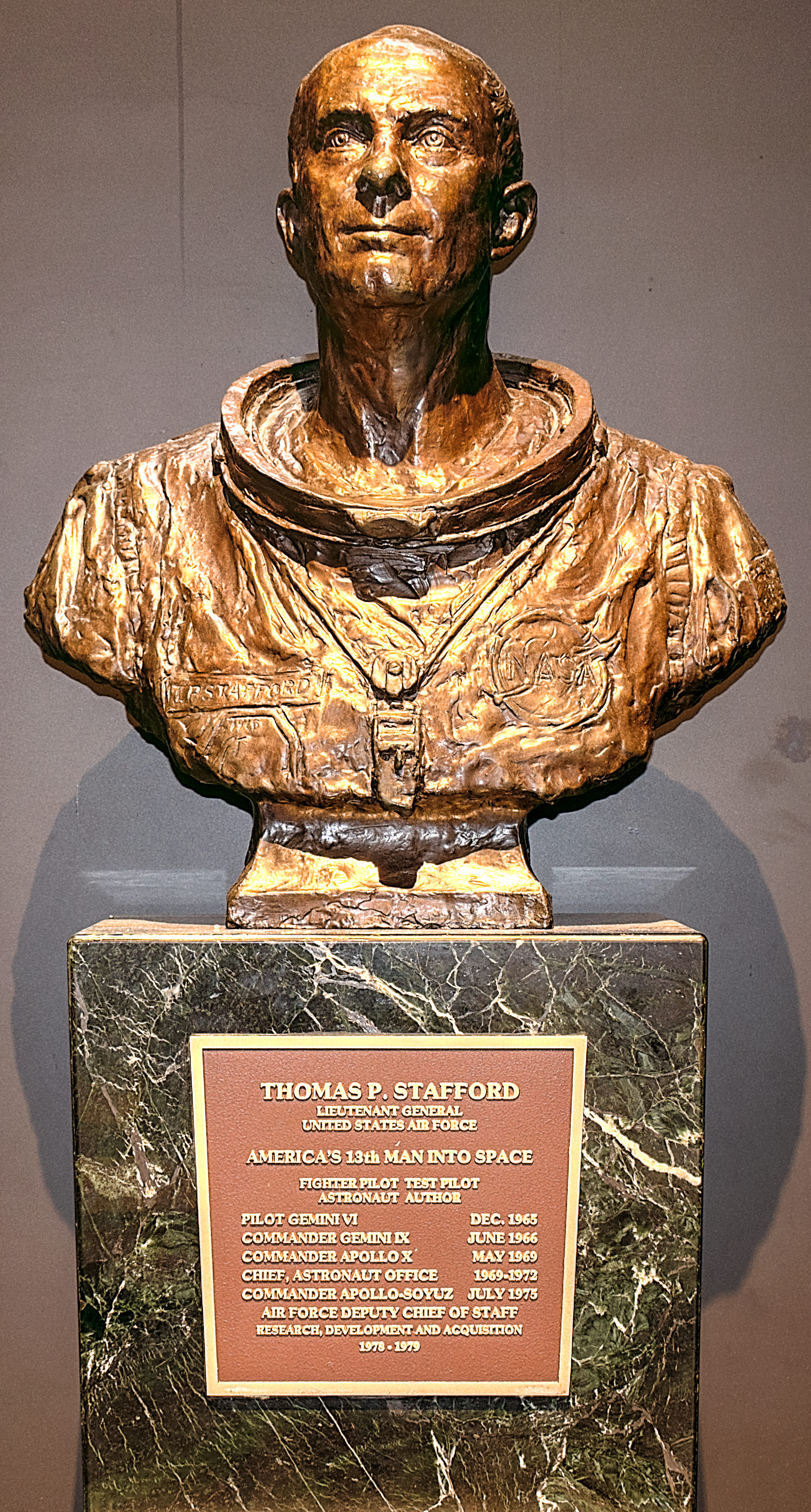
Buste de Stafford au National Museum of the United States Air Force.

Tout au long de sa carrière, Stafford reçoit de nombreux prix pour ses réalisations. Il est récipiendaire du prix de l'American Institute of Aeronautics and Astronautics (AIAA) en 1969, du trophée Harmon en 1966, du prix des administrateurs spéciaux de la National Academy of Television Arts and Sciences (NATAS) en 1969 et du prix James H. Doolittle de la Society of Experimental Test Pilots (SETP) en 1979 et du prix Elmer A. Sperry en 2008. Stafford reçoit la reconnaissance des gouvernements américain et russe, avec la Congressional Space Medal of Honor en 1993 et la médaille Pour le mérite dans l'exploration spatiale en 2011,,. Il est d'ailleurs l'un des porteurs de cercueils lors des funérailles nationales des trois cosmonautes soviétiques morts lors de l'accident de la capsule Soyouz 11 en 1971.
Les décorations et récompenses militaires de Stafford comprennent la Air Force Distinguished Service Medal avec deux feuilles de chêne, la Distinguished Flying Cross avec une feuille de chêne, la Commendation Medal de l'United States Air Force et l'Air Force Outstanding Unit Award comprenant trois feuilles de chêne. Parmi les autres récompenses décernées à Stafford se trouvent la médaille présidentielle de la Liberté, la médaille du service distingué de la NASA avec une feuille de chêne, la médaille du service exceptionnel de la NASA également avec une feuille de chêne, le prix Octave Chanute de l'AIAA en 1976, le Veterans of Foreign Wars National Space Award, le prix Golden Plate pour la science et l'exploration de l'American Academy of Achievement (AAA) en 1976, le General Thomas D. White USAF Space Trophy de la National Geographic Society (NGS) en 1975, le prix A. B. Honts en tant que diplômé exceptionnel de l'école des pilotes d'essai de l'United States Air Force et la médaille d'or spatiale de la Fédération aéronautique internationale (FAI),,.
En 2011, il reçoit le trophée commémoratif des frères Wright de la National Aeronautic Association (NAA) et le Lifetime Achievement Award de l'Air Force Association (AFA). Il rejoint la National Academy of Engineering en 2014. Stafford est membre de l'International Air & Space Hall of Fame, de l'United States Astronaut Hall of Fame et de l'International Space Hall of Fame du musée de l'histoire spatiale du Nouveau-Mexique,. Il est membre de l'American Astronautical Society (AAS), de l'American Institute of Aeronautics and Astronautics (AIAA), de la Society of Experimental Test Pilots (SETP), de l'Explorers Club et membre honoraire de l'association Wings of hope,.
Stafford est récipiendaire de plusieurs diplômes honorifiques. Ceux-ci comprennent un doctorat en sciences de l'université d'Oklahoma City, un doctorat en droit de la Western State University, un doctorat en communication de l'Emerson College et un doctorat en génie aéronautique de l'Embry-Riddle Aeronautical University,.
Stafford, dans sa ville natale de Weatherford, est honoré par un bâtiment de la Southwestern Oklahoma State University qui porte son nom, l'aéroport Thomas P. Stafford et le Stafford Air & Space Museum. Le bâtiment Stafford du Mike Monroney Aeronautical Center de la Federal Aviation Administration (FAA) à Oklahoma City porte également son nom. À Hydro dans l'Oklahoma, à 60 kilomètres à l'ouest d'Oklahoma City, Stafford est honoré d'un labyrinthe de maïs, intentionnellement coupé pour être visible de l'espace.
Stafford apparaît dans plusieurs films, téléfilms et documentaires sur le programme Apollo comme Houston, We've Got a Problem (1974). Son rôle est également joué par Tony Carlin dans le téléfilm Apollo 11 (1996) ou encore Steve Hofvendahl dans la mini-série De la Terre à la Lune (1998).

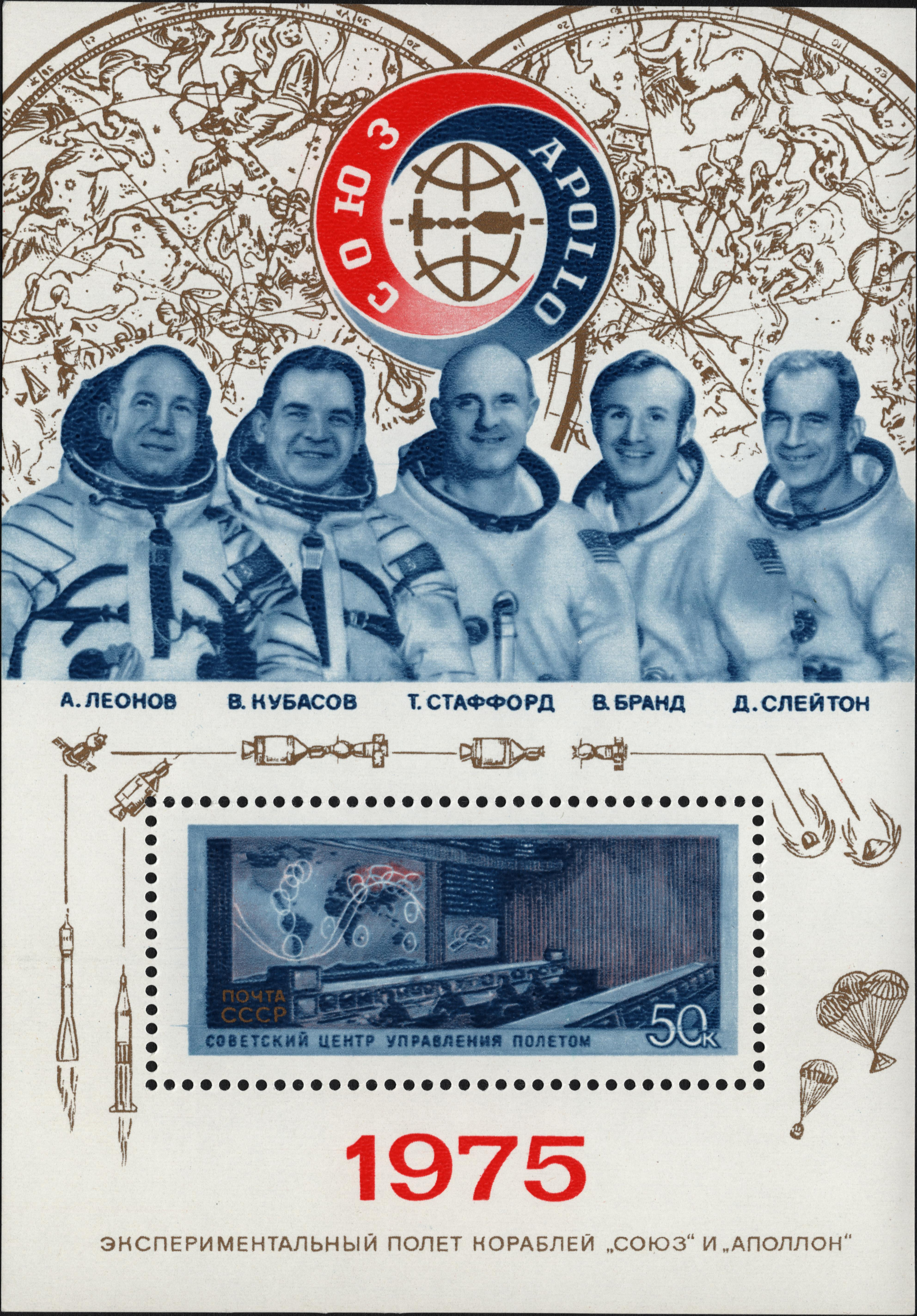
Stafford apparaissant sur un timbre commémoratif de la mission Apollo-Soyouz.
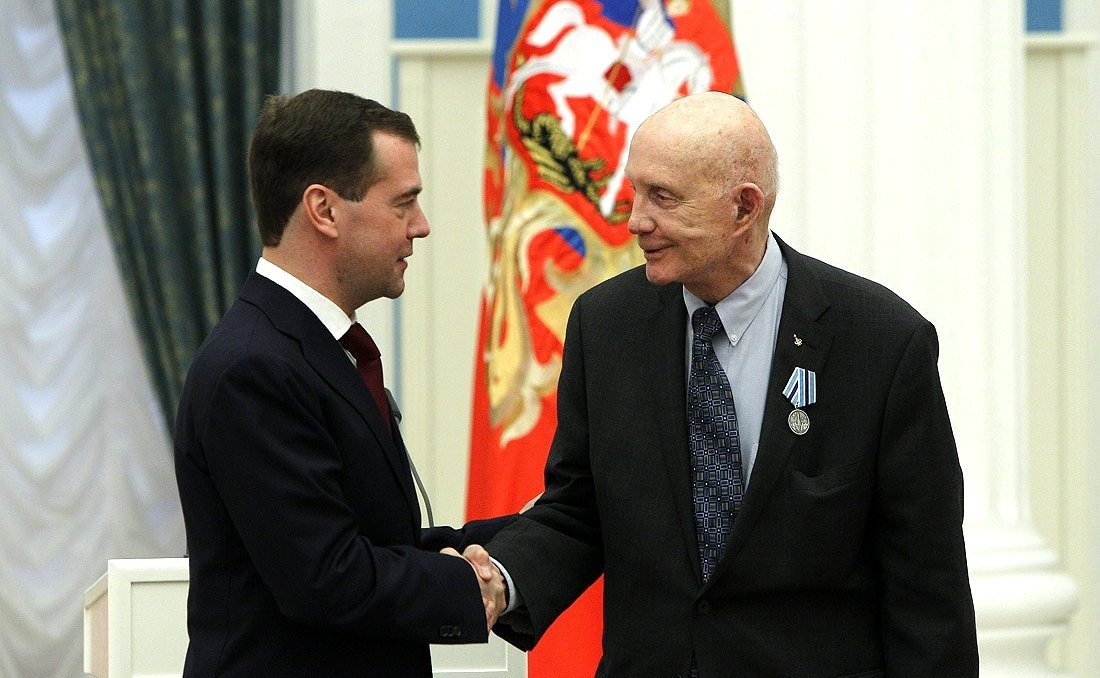
Stafford et le président du gouvernement russe Dmitri Medvedev lors de la cérémonie de remise de la médaille Pour le mérite dans l'exploration spatiale le 12 avril 2011.
Le Stafford Air & Space Museum.
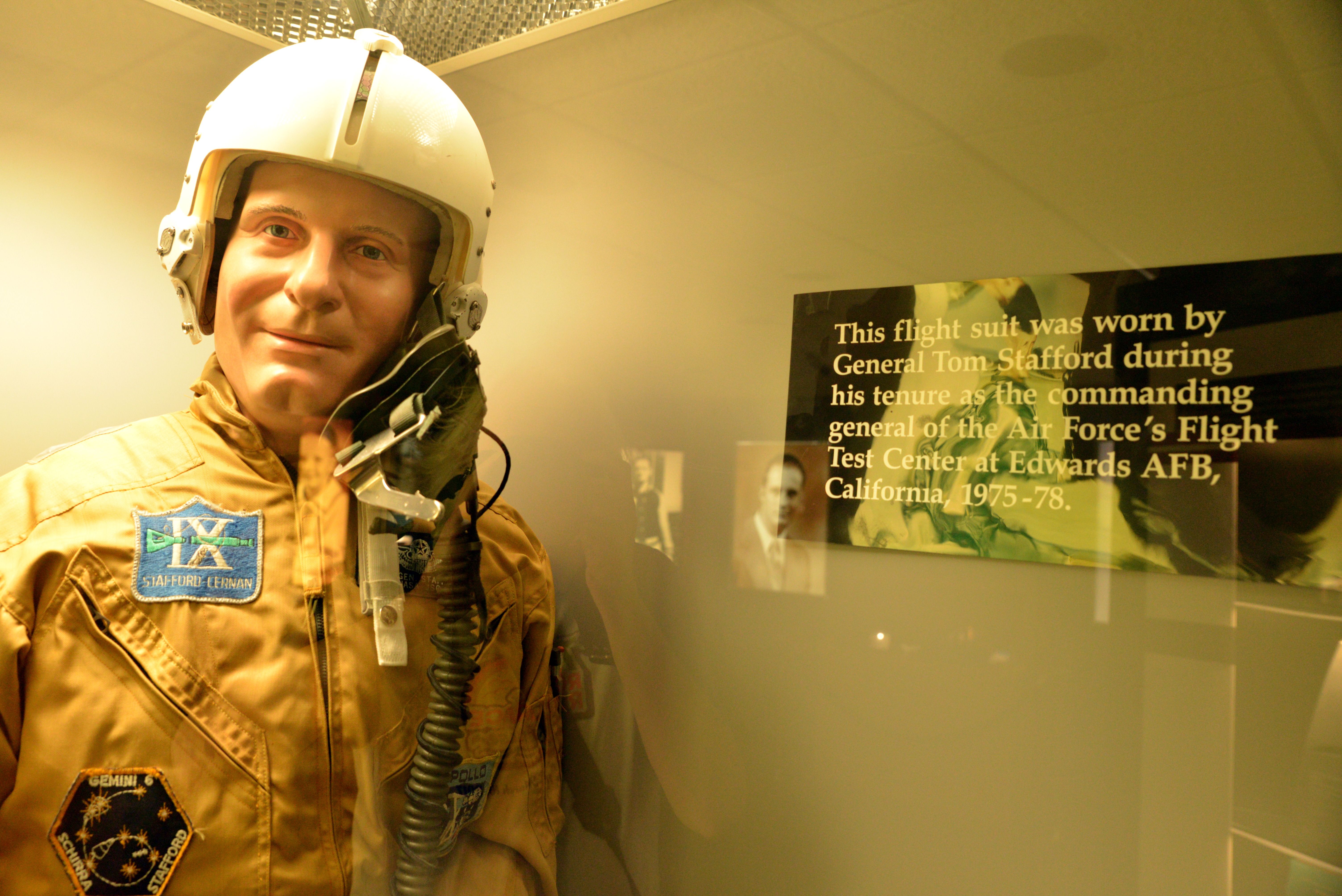
Combinaison de vol de Stafford exposée au Stafford Air & Space Museum.
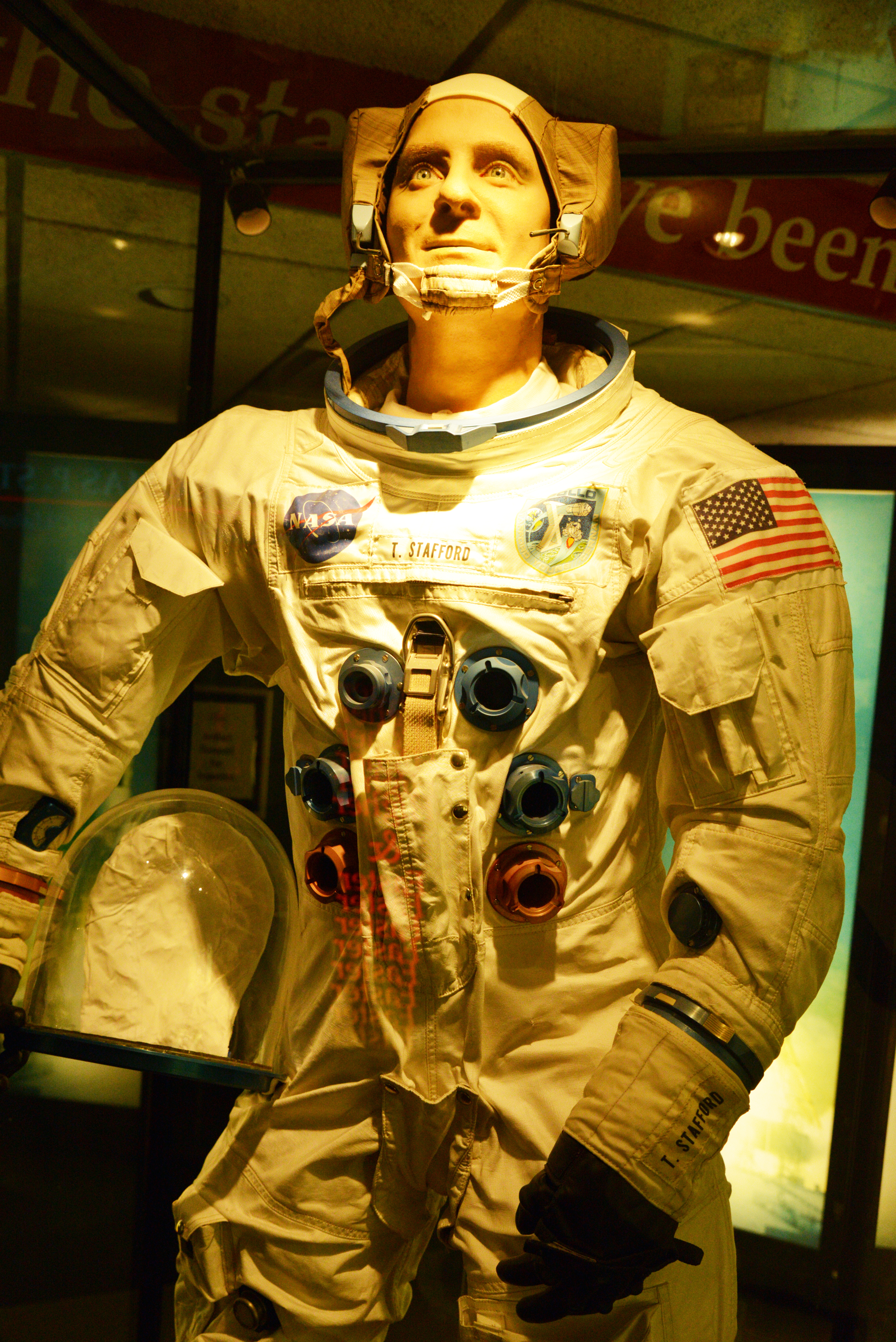
Combinaison spatiale de Stafford exposée au Stafford Air & Space Museum.
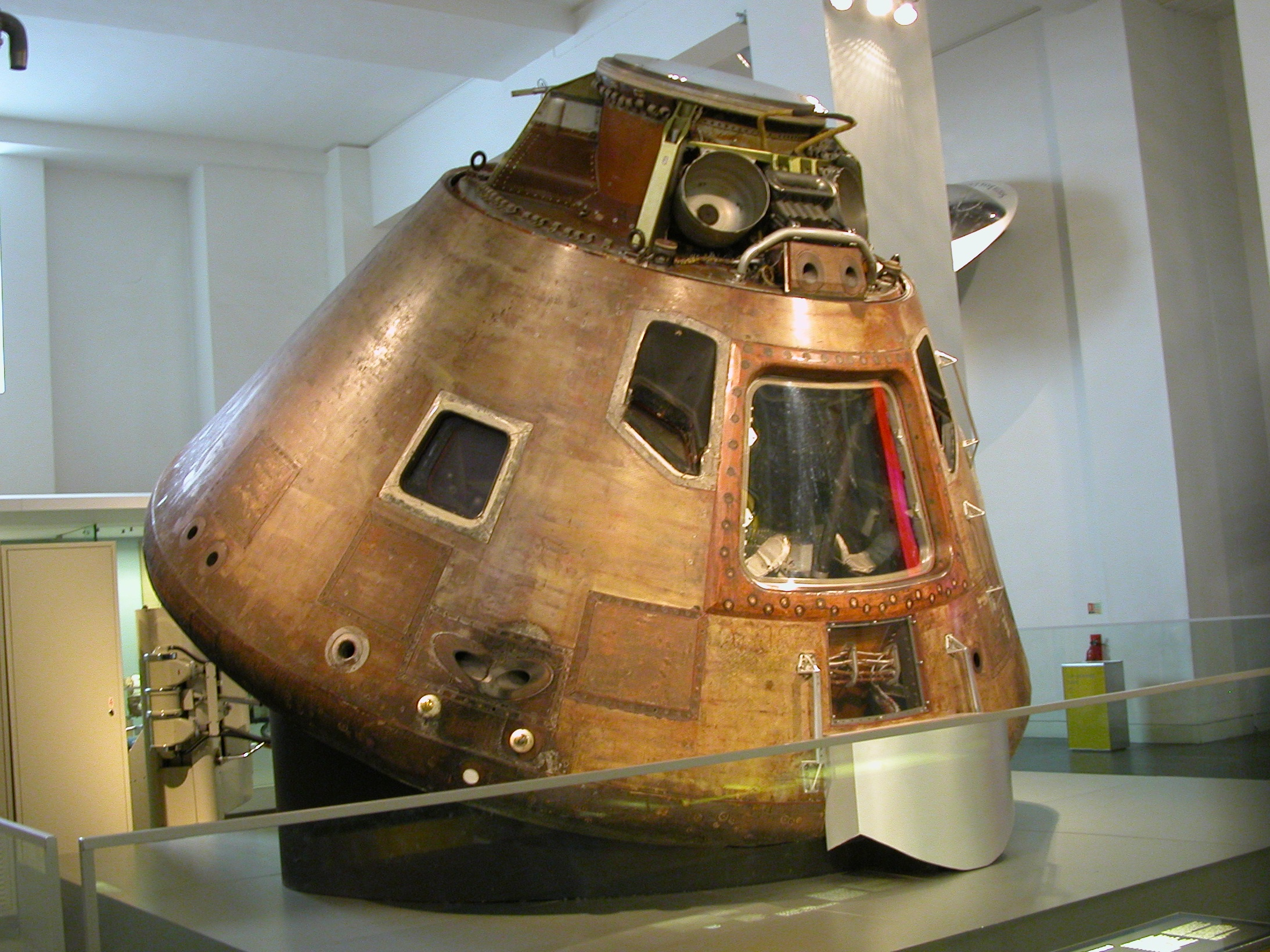
Le module de commande d'Apollo 10 lors d'une exposition à Londres en 2009.